# Segunda guerra italo-etíope
La invasión italiana de Etiopía, también llamada segunda guerra italo-etíope, fue un conflicto armado de siete meses de duración, que se libró entre octubre de 1935 y mayo de 1936. Es vista como una muestra de la política expansionista que caracterizó a las Potencias del Eje y de la ineficiencia de la Sociedad de Naciones antes del estallido de la Segunda Guerra Mundial.
El 3 de octubre de 1935, cien mil soldados del Ejército italiano comandados por el mariscal Emilio De Bono atacaron desde Eritrea (en ese entonces posesión colonial italiana) sin declaración previa de guerra. Al mismo tiempo una fuerza menor al mando del general Rodolfo Graziani atacó desde la Somalia Italiana. El 6 de octubre, fue conquistada Adua, un lugar simbólico para el ejército italiano. En dicho lugar, las tropas italianas habían sido derrotadas en la Primera Guerra Italo-Etíope el año 1896. El 15 de octubre, las tropas italianas se apoderaron de Aksum, y el obelisco que adornaba la ciudad fue arrancado de su sitio y enviado a Roma para ser colocado simbólicamente frente al edificio del Ministerio de Colonias creado por el régimen fascista.
Exasperado por el lento y precavido avance de De Bono, Mussolini colocó al general Pietro Badoglio en su lugar. Las fuerzas etíopes atacaron al ejército invasor recién llegado y lanzaron un contraataque en diciembre de 1935, pero su ejército, rudimentariamente armado, no pudo oponer mucha resistencia contra las armas modernas de los italianos. Cabe indicar que incluso el servicio de comunicaciones de las fuerzas etíopes dependía de mensajeros a pie, pues no disponían de aparatos de radio. Con ello les bastaba a los italianos imponer un estrecho cerco a destacamentos etíopes para dejarlos totalmente ignorantes sobre los movimientos de su propio ejército. La contraofensiva etíope logró detener el avance italiano por algunas semanas, pero la superioridad del invasor en calidad de armamento (particularmente artillería pesada y aviación) impidió a los etíopes aprovechar sus éxitos iniciales.
Badoglio también empleó gas mostaza en bombardeos aéreos, infringiendo las Convenciones de Ginebra: no solamente se usó este gas contra los combatientes, sino también contra los civiles en un intento de desanimar al pueblo etíope. Además, se informó de ataques italianos deliberados contra ambulancias y hospitales de la Cruz Roja. Los italianos retomaron la ofensiva a principios de marzo. El 29 de marzo de 1936, Graziani bombardeó la ciudad de Harar y dos días después los italianos consiguieron una gran victoria en la batalla de Maychew, la cual anuló toda posible resistencia organizada de los etíopes. El emperador Haile Selassie se vio forzado a escapar al exilio el 2 de mayo, y las fuerzas de Badoglio llegaron a la capital Adís Abeba el 5 de mayo.
Italia anexionó oficialmente el territorio de Etiopía el 7 de mayo y el rey italiano Víctor Manuel III fue proclamado emperador de Etiopía. Las provincias de Eritrea, Somalilandia Italiana y Abisinia (Etiopía) fueron unidas para formar la provincia italiana de África del Este.

## Situación

### Estado del África oriental

El Cuerno de África en 1934. El mapa muestra la ubicación de Walwal, donde le verificó el choque que sirvió de justificación de la invasión italiana de Abisinia/Etiopía.

El área del Cuerno de África había sido, a partir del 1882, la zona donde había comenzado a aplicarse la política colonial del Reino de Italia; la primera fase de la expansión colonial concluyó con la desastrosa guerra de Abisinia y la derrota de las fuerzas italianas en la batalla de Adua, el 1 de marzo de 1896, infligida por el ejército etíope del negus Menelik II. Durante los años posteriores, la Italia liberal abandonó sus planes de expansión en la zona y se limitó a administrar las pequeñas posesiones que conservaba en ella: la colonia de Eritrea y el protectorado (luego colonia) de la Somalia italiana. Hasta los años treinta del siglo XX, estos territorios no volvieron a ser objeto de debate público, y el interés sobre ellos se circunscribió a los solos círculos coloniales y a las sociedades de exploradores; las relaciones económicas y diplomáticas italo-etíopes fueron estables durante estas décadas.
Durante los años anteriores a 1925, el interés italiano sobre Etiopía fue primordialmente diplomático, pero tan constante que atrajo la atención de los Gobiernos de Adís Abeba, Londres y París: de hecho, las ambiciones de Roma en la zona no habían desaparecido. Relevante fue en tal sentido la política periférica del gobernador de Eritrea Jacopo Gasparini, centrada en la explotación del Teseney y a la colaboración con los jefes de Tigray en contra de Etiopía. También tuvo gran relieve la represión de Cesare Maria de Vecchi en Somalia, que llevó a la ocupación de la fértil Jubalandia y, según la retórica fascista de dominación directa, la «reconquista» de toda Somalia con el cese, en 1928, de la colaboración entre los colonos y los jefes tradicionales somalíes. La firma del pacto secreto italo-británico del 14 de diciembre de 1925 debería haber reforzado el dominio italiano en la región: Londres reconocía que la zona de la alta Etiopía era de interés puramente italiano y admitía la legitimidad de la solicitud italiana para construir un ferrocarril que conectara Somalia y Eritrea. Pese a que los firmantes hubiesen deseado mantener la discreción del acuerdo, este se difundió por Londres y causó la irritación de los gobiernos francés y etíope; este último lo denunció incluso como un golpe a traición a un país que ya era a todos los efectos miembro de la Sociedad de Naciones.
Pese a que ya en 1925 Benito Mussolini sopesaba agredir a Etiopía, solo en noviembre de 1932 se decidió finalmente a hacerlo; encargó al ministro de las Colonias Emilio de Bono que preparase el plan de campaña contra el país africano. En primer lugar, se movilizó  el aparato propagandístico fascista para hacer que el país recuperase el interés en las cuestiones coloniales en previsión de la intervención militar. Con vistas a la celebración de la «década de la revolución», se añadieron dos temas fundamentales a la propaganda: el «mito del Duce» y la idea de la «Nueva Italia». Se alentó la publicación de obras coloniales con el propósito de magnificar las hazañas alcanzadas durante la década fascista, al tiempo que se filtraba en ellas el programa imperialista gubernamental, como la indicación del subsecretario de Colonias Alessandro Lessona, que indicó en una de ellas: «la Italia mussoliniana ha encontrado de nuevo en África la vía de su transformación». Sobre la expansión colonial, el Ministerio de las Colonias organizó muestras comerciales, exposiciones etnográficas, manifestaciones políticas y en el debate público intervinieron historiadores, expertos coloniales, juristas, antropólogos y exploradores como Lidio Cipriani, que publicó algunos estudios con el objetivo de demostrar «la inferioridad mental de los negros» y la aptitud de los italianos para adaptarse a los climas tropicales africanos.

### La imposición de la guerra
Salvo alguna voz aislada, la propaganda colonial fue inspirada por el régimen; se proponía preparar al país para la gloria, pero también para el sacrificio, que conllevaría el imperio anunciado por Mussolini en el «discurso de la Ascensión» del 26 de mayo de 1927. Detrás a esta campaña propagandística no había nada concreto: únicamente con la redacción, el 27 de agosto de 1932, del largo Informe sobre Etiopía del embajador Raffaele Guariglia se perfiló una política precisa que tenía por objetivo acabar la vaga amistad con Adís Abeba, fortalecer los efectivos militares en Eritrea y Somalia y, a continuación, emplear la fuerza contra los etíopes. El documento afirmaba: «si queremos dotar al país de una expansión colonial o, por usar una expresión más elevada, crear un verdadero imperio colonial italiano, no podemos intentar hacerlo de otro modo que marchando a Etiopía»; advertía, no obstante, toda campaña militar debía contar con el beneplácito de Francia y del Reino Unido. El documento fue examinado largamente por Mussolini antes de que este autorizara en noviembre a De Bono a emprender los estudios de los preparativos militares. Este aprovechó la gran ocasión que se le ofrecía: obtuvo permiso para marchar a Eritrea para informar sobre la situación; al principio se mostró cauto y prudente, pero probablemente por miedo a que otros le arrebatasen el control del proyecto, en los meses siguientes cambió de actitud y comenzó a sopesar la conveniencia de una guerra preventiva, que primeramente había descartado a causa de la precaria situación de las infraestructuras portuarias y viarias de la región y del enorme coste que comportaba, además de los eventuales roces diplomáticos que pudiese suscitar con Francia y el Reino Unido.
El interés italiano por la región, que databa de la década de 1860 y se había visto frustrado por la grave derrota en la batalla de Adowa en 1896, había resurgido a finales de 1933 como contrapeso a los contratiempos internos en Italia (caída de los precios de los productos agrícolas, reducción de la producción industrial y aumento del paro). Mussolini esperaba que la expansión colonial acrecentase el prestigio italiano. Los estrechos lazos económicos entre Italia y Etiopía allanaban los planes expansionistas italianos, al principio muy vagos. El rearme alemán en Europa, sin embargo, apremió al mandatario italiano que, a mediados de 1934, comenzó a agrandar las fuerzas italianas destinadas en las regiones fronterizas y a buscar una justificación que permitiese extender la influencia italiana en la zona.
De consuno con el coronel Luigi Cubeddu, jefe de las tropas destinadas en Eritrea, De Bono preparó en poco tiempo el plan de ofensiva contra Etiopía, que preveía el empleo contra el ejército abisinio (compuesto por entre doscientos y trescientos mil soldados) de un ejército conjunto formado por sesenta mil eritreos y treinta y cinco mil italianos, completado con una brigada aérea. De Bono fiaba el éxito de la empresa a la velocidad: esperaba poder ocupar la región de Tigré antes de que el grueso del ejército enemigo se hubiera movilizado, al tiempo que asignaba a Somalia fuerzas menores, calculadas en aproximadamente diez mil somalíes y entre diez y doce mil libios, ya que el ataque hacia el sur, en dirección a Adís Abeba, tendría carácter meramente de distracción. Según el historiador Giorgio Rochat, el proyecto de De Bono revelaba una organización muy somera, imputable en parte a la importancia política que el general italiano quiso dar a la empresa, por lo que minimizó los riesgos, los costos y subestimó al enemigo y la preparación necesaria, con la intención clara de complacer los deseos del Duce de favorecer una política agresiva y rápida, y en parte al aspecto de típica guerra colonial que De Bono dio a la campaña, hecha de conquistas graduales, con fuerzas limitadas y empleo de tropas reclutadas sobre el terreno. El único punto del plan considerado equilibrado era el que reconocía la importancia de alcanzar un acuerdo previo con Francia y el Reino Unido, pero De Bono también en esto no dio importancia al tiempo necesario para la diplomacia y redujo en un mes el intervalo entre la decisión política de invadir Etiopía y el comienzo de la ofensiva militar que, sin embargo, habría requerido más tiempo a causa de las limitadas posibilidades del puerto de Massawa y de la insuficiencia de la red de carreteras eritrea.
En los siguientes dos años, las principales autoridades militares debatieron los preparativos, se disputaron el mando y adoptaron posiciones opuestas: De Bono consideraba la guerra una conquista colonial al viejo estilo, mientras que Pietro Badoglio, jefe del Estado Mayor del Ejército, sopesaba seriamente la hipótesis de hacer de la agresión una verdadera guerra nacional. Los que pensaban diferente que el Duce fueron, no obstante, rápidamente despedidos: así en el 1933 el ministro de la Guerra, general Pietro Gazzera, fue relevado por Mussolini, que asumió el ministerio, delegando de hecho la gestión en el subsecretario general Federico Baistrocchi. Al año siguiente, tomó también para sí las funciones de jefe del Estado Mayor del Ejército (aunque buena parte de las atribuciones del puesto pasaron de hecho al general Alberto Pariani) tras el relevo del general Alberto Bonzani, que había defendido en vano su cargo y expresado su convencimiento en la prioridad de la política europea frente la colonial.
A finales de 1934, los mandos militares alcanzaron un acuerdo, con dos asuntos esenciales: el aumento de fuerzas enviadas desde Italia (aproximadamente ochenta mil soldados italianos y entre treinta y cincuenta mil ascari eritreos dotados de armas modernas) y un enfoque cauto de las operaciones militares, que consistirían en una penetración en el Tigré hasta la línea Adigrat-Axum y en la espera de la acometida etíope a la posición fortificada para destruir en el choque al ejército del negus Haile Selassie. Una de las pocas cosas en las que los mandos coincidían eran los límites de la situación estratégica: la capacidad del puerto de Massawa era del todo insuficiente, las vías de comunicación interior en Etiopía eran escasas y la situación era todavía peor en cuanto a las infraestructuras en Somalia. Además, a pesar de que todos concedían gran importancia a la aeronáutica, no se había hecho nada para asegurar la participación de los cientos de aviones previstos en la operación, ni se había comenzado la construcción de los aeródromos necesarios, ni se habían coordinado las fuerzas de tierra con las de la Aviación. No existía siquiera un órgano de coordinación entre las armas, un alto mando general que dirimiese los posibles problemas entre los tres ejércitos: tan solo Mussolini tenía autoridad para decidir la entrada en guerra y solucionar las desavenencias entre ejércitos, pero durante dos años dejó que los ministerios disputasen entre sí, al tiempo que destituía a los hombres con demasiada autoridad y sustituía a las pocas personas de valor con otras mediocres provenientes de la jefatura del partido. Hasta finales de 1934, por lo tanto, el debate se mantuvo a un nivel puramente técnico, y los militares mantuvieron la tradicional división entre las competencias militares y las políticas, que Mussolini se reservaba en exclusiva. Pero la guerra que habían preparado tenía objetivos limitados: ninguno sabía qué hacer después de haber ocupado el Tigré, ningún estudio preveía la posibilidad de extender la autoridad italiana a toda Etiopía, y ninguno (salvo Badoglio) había considerado los perjuicios que conllevaría la agresión a otro Estado.

### El incidente de Wal Wal y las complicaciones internacionales

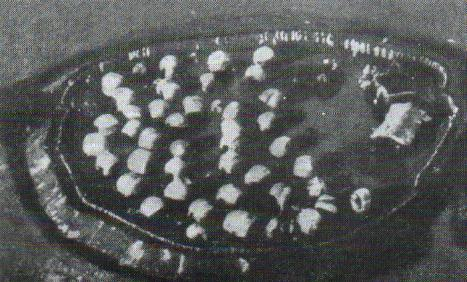
El diminuto presidio italiano en Wal Wal, que fue atacado por fuerzas abisinias en diciembre de 1934. Los italianos emplearon el incidente para justificar la guerra.

El momento decisivo llegó en diciembre de 1934: el día 5, la guarnición italiana de Wal Wal, oasis del Ogadén cercano a la frontera común mal definida, rechazó el asalto de tropas abisinias que intentaban recuperar parte de los territorios que Italia había ocupado en años anteriores aprovechando la falta de una frontera nítida entre Etiopía y Somalia. La noticia pasó casi desapercibida para la opinión pública y solo después el episodio fue magnificado por la propaganda para transformarlo en la provocación necesaria que justificase la guerra. Tras el intercambio de acusaciones mutuas, los dos países aceptaron someter a arbitraje la resolución del conflicto. La Sociedad de Naciones exoneró de culpa a ambos bandos, e Italia empezó a acumular fuerzas en la frontera. Mientras Roma alargaba todo lo posible el arbitraje internacional, concentraba unidades en África y lanzaba una campaña propagandística para justificar la conquista del norte y este de Etiopía.
El 30 de diciembre, Mussolini dirigió un documento secreto a las autoridades del régimen, las Directrices y plan de acción para resolver la cuestión italo-abisinia, con el que puso en marcha el proceso; fijó en el otoño de 1935 el momento en el que debían principiar las operaciones contra Etiopía. Comparado con lo que se había planeado entonces, el Duce impuso una guerra masiva con el objetivo de alcanzar la conquista total del país africano, de manera rápida y moderna, para lo cual puso a disposición del mando una fuerza tres veces mayor de los previsto, lo que implicó muchos problemas organizativos, pues quedaba poco tiempo para llevar a cabo la movilización de tal número de unidades. En el documento Mussolini asumió la responsabilidad total de la guerra, otorgándole la preeminencia entre los objetivos del régimen y señalando inequívocamente el fin buscado: la conquista total de Etiopía y la fundación de un imperio.
Los motivos aducidos por Mussolini en el documento incluyeron algunos vagos, como lo inevitable del conflicto y la referencia a la «venganza de Adua», y otros falsos, como el fortalecimiento del poder militar y político de Haile Selassie (que en realidad no constituía ningún peligro para Italia). El sentido general pero, empero, muy claro: el Duce quería una afirmación de prestigio de efecto inmediato. Hasta el momento el predominio anglo-francés en África le había impedido conseguir el triunfo internacional que consideraba indispensable para fortalecer y definir el régimen fascista. Además en ese momento Hitler ponía en tela de juicio el equilibrio europeo, lo que obligó a Mussolini a consolidar su propia figura ante la nueva situación y en previsión de una posible nueva guerra. Poco importaba que Etiopía fuera un país pobre y escabroso, cuyo dominio supondría más una carga que una ventaja para la economía italiana: era el objetivo «natural», pues su conquista enlazaba con la breve tradición colonial italiana y la empresa se presentó como relativamente fácil y sin riesgo de perjudicar los intereses de Francia y del Reino Unido. Mussolini consideró, con razón, que los anglo-franceses sacrificarían Etiopía a las ambiciones fascistas, aunque subestimó la reacción de la opinión pública internacional.
Entre el 4 y el 7 de enero de 1935, Mussolini se reunió en Roma con el ministro de Asuntos Exteriores francés Pierre Laval, con el que firmó el acuerdo franco-italiano, pacto por el que Francia concedió a Italia ciertos territorios fronterizos entre Libia y el África Ecuatorial Francesa y entre Eritrea y la Somalia francesa; también se comprometió a no emprender nuevas empresas económicas en Etiopía más allá de las relacionadas con el tráfico del ferrocarril Adís Abeba-Yibuti. Para ganarse el beneplácito francés a la campaña militar prevista, Mussolini renunció durante su entrevista con Laval a los territorios prometidos a Italia en el Tratado de Londres de 1915 y a diversos derechos y reclamaciones territoriales en África. La controvertida reunión concluyó con Mussolini convencido de contar con la aquiescencia francesa a la expansión económica y política italiana en la región. El acuerdo suponía principalmente un explícito permiso francés para que Italia actuase libremente en la región, a cambio del envío de nueve divisiones italianas en socorro de los franceses si eran atacados por Alemania. Laval esperaba así congraciarse con Mussolini y forjar con él una alianza antinazi; los franceses suponían además que la invasión italiana se limitaría a operaciones coloniales que no originarían protestas internacionales. La posición de Mussolini y del alto mando militar italiano es menos congruente: al tiempo que aprobaban planes militares para el sostenimiento de Francia y del equilibrio en Europa, se disponían a desencadenar una guerra que seguramente habría de desestabilizar el equilibrio internacional. En este sentido, el primer aviso de posibles complicaciones fue el envío al Mediterráneo de algunos barcos de guerra de la Armada británica, en señal de advertencia y como señal del poderío naval británico. Gran parte de la opinión pública británica exigió que Mussolini abandonase sus planes; aunque el Gobierno no pensaba asumir riesgo alguno contra Italia, tuvo no obstante que mostrarse tajante y endurecer su posición en lo tocante a la crisis italo-etíope; ello no impidió, empero que continuasen los preparativos italianos de la invasión de Etiopía. La falta de oposición clara de los británicos —renuentes a afrentar al Gobierno italiano— también hizo pensar a Mussolini que estos aprobaban sus planes coloniales. Durante la conferencia de Stresa se confirmó la aparente indiferencia franco-británica a los planes etíopes de Mussolini.
Para disgusto de Mussolini, el ministro de Asuntos Exteriores británico Anthony Eden, de visita en Roma entre el 22 y el 25 de junio, indicó la oposición británica al proyecto colonial italiano —fundamentalmente a causa de las elecciones del otoño, en la que el Gobierno esperaba no contrariar a los partidarios de la Sociedad de Naciones, que lo rechazaban—. Las concesiones territoriales y económicas propuestas por los británicos resultaron inaceptables para el mandatario italiano, que deseaba obtener territorios mucho mayores que los ofrecidos por el ministro británico y el control oficioso de todo el país. El primer ministro italiano insinuó la disposición italiana a abandonar la Sociedad de Naciones si esta finalmente se oponía a la expansión italiana. Para tratar de alcanzar un acuerdo entre británicos, franceses e italianos, se llevaron a cabo varias negociaciones, primero en París en agosto y luego en Ginebra en septiembre, sin éxito. Las conversaciones tripartitas cesaron a principios de octubre a causa de la invasión italiana de Etiopía.
Mussolini desató una amplia campaña propagandística que presentó la expansión colonial en África oriental como la solución a los problemas de la nación: los expertos económicos describían el país como rica fuente de materias primas y un gran mercado para los productos italianos. En mayo de 1935, Italia proclamó abiertamente su intención de dominar la región y de recurrir a la guerra para conseguirlo si resultaba necesario. La propaganda también tuvo que afrontar una serie de señales de rechazo popular (como el amago de motín en algunos departamentos alpinos de reclutas que debían partir hacia África a principios de 1935) y centró sus esfuerzos en dos temas principales: la necesidad de ofrecer tierra y mano de obra a la población italiana en Etiopía y el desafío de la Italia proletaria y revolucionaria a las potencias europeas conservadoras que se oponían a su necesaria expansión con amenazas y sanciones económicas. Estos justificaciones satisficieron más a la población que la «venganza de Adua» y las «provocaciones de Abisinia», que el público tildaba de pretextos pueriles e insuficientes para desencadenar una guerra. Entre los argumentos económicos también estaba la seguridad de que en el este de África podrían vivir y trabajar millones de italianos, disfrutando de una riqueza natural incalculable; la propaganda hizo circular noticias de fabulosas riquezas en oro, platino, petróleo y recursos agrícolas para persuadir al público de que apoyase la empresa.
Wal Wal fue casi olvidado; desde junio de 1935, la propaganda se redobló, especialmente en clave antibritánica, dado que el Reino Unido seguía siendo el principal obstáculo a la extensión de los dominios de ultramar, apoyaba a Etiopía y la posible imposición de sanciones económicas de la Sociedad de Naciones a Italia. En realidad, Londres no tomó ninguna medida decisiva contra las intenciones de expansión colonial de Mussolini; de hecho, durante la conferencia de Stresa de abril de 1935 y en la visita de Anthony Eden a Roma el 24 y 25 de mayo de ese año, los británicos evitaron cuidadosamente los asuntos coloniales, lo que llevó a Mussolini a deducir con razón que no pensaban frustrar sus planes. El  casus belli  de Wal Wal había sido ampliamente aireado, y la flota británica, que por sí sola podría haber desbaratado las ambiciones fascistas en Etiopía bloqueando el canal de Suez y el estrecho de Gibraltar y al mismo tiempo amenazar la seguridad nacional italiana, no actuó. Mussolini soslayó los últimos intentos británicos de mediación bilateral durante una sesión de la Sociedad de Naciones a comienzos de agosto. Lo fue también la condena sin precedentes contra la guerra del papa Pío XI, que el 27 de agosto, durante un congreso internacional de enfermeras católicas, pronunció un discurso haciendo referencias precisas a la situación política internacional. En esa ocasión tildó a lo que se iba a desatar en Etiopía de «guerra injusta», «sombría», «insoportablemente horrible», condenándola totalmente y sin atenuantes. Pero la noticia de que Pío XI se había pronunciado en contra de la guerra, aunque transmitida por las agencias de noticias internacionales, no se incluyó en el texto del discurso que publicó L'Osservatore Romano en francés el 29 de agosto y en italiano el 1 de septiembre.
Mussolini quería la guerra a toda costa, pero la historiografía no ha encontrado nunca una motivación clara e inequívoca que empujase al dictador a emprender el conflicto; fue más bien una serie de motivos, de impulsos viejos y nuevos, de coincidencias y casualidades. Mussolini encontró el momento oportuno en el ámbito de política exterior: justo cuando el sistema de seguridad establecido en Versalles empezaba a flaquear por el embate de los regímenes fascistas, Mussolini se convenció de que ninguna de las potencias europeas le impediría expandirse en Etiopía, y de su actitud futura ante el fascismo. Al mismo tiempo, los planes de Mussolini tuvieron motivos de política interior, económicos, sociales y de prestigio: según Renzo De Felice, la guerra correspondía al carácter imperialista del fascismo, a sus exigencias de prestigio y de éxitos clamorosos merced a los cuales el Duce, al explotar ese «momento justo», podía reforzar su ascendente sobre las masas y su poder personal, más allá de que, como escribió Federico Chabod, existía la necesidad de encontrar una distracción de la grave situación económica interior. El prestigio como origen de la empresa abisinia fue también compartido por Denis Mack Smith, que en 1976 afirmó que «las razones económicas [...] eficaces en la propaganda, no hubiesen resistido una análisis detenido y riguroso. Más sustancial era la cuestión del prestigio, ya que Mussolini tenía una urgente necesidad de fortalecer en los italianos la idea de que el fascismo era algo grande, importante y victorioso». Pero lo que la historiografía ha dejado más patente es la premeditación de la empresa colonial, nacida en los años veinte del siglo XX, y destacada incluso por los mismos historiadores del régimen desde 1938, cuando Conduzco Borlotto escribió: «En el mismo año en el cual [...] se estipulaban los acuerdos de Locarno (1925), el Duce daba los primeros pasos dirigidos a reparar el injusto tratamiento infligido a Italia en la mesa de la paz de Versalles [...] Desde ese momento, el Duce trabajó ininterrumpidamente en la preparación de la nueva empresa. Consumar el Estado fascista en su totalidad comportaba alcanzar el Imperio»

## Fuerzas enfrentadas

### Preparativos y movilización italianos

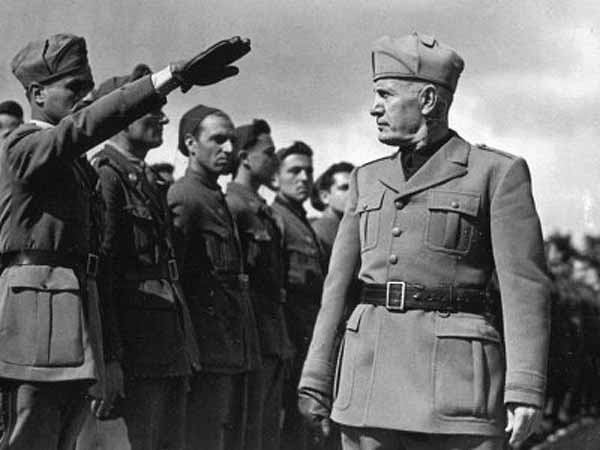
Mussolini pasa revista a las tropas listas para embarcar hacia el Cuerno de África.

La responsabilidad de los preparativos para la guerra no se confió al jefe del Estado Mayor, o incluso al ejército, sino a un comité especial del Ministerio de las Colonias. Aunque estaba dispuesto a escuchar los consejos del ejército, Mussolini insistió en que la abisinia debía ser una guerra puramente fascista, bajo su propia dirección, y puso a Emilio De Bono al mando del cuerpo expedicionario, un destacado jerarca fascista que había participado en la campaña africana de 1887, pero que había dejado el ejército años atrás. Se esperaba que la mayoría de las tropas no provendría del ejército regular, sino de la Milicia Voluntaria para la Seguridad Nacional, a fin de que el régimen copase la gloria militar, relegando a Badoglio y al Ejército a un papel secundario. De Bono al principio pensó en usar tres Divisións, pero Mussolini, para no correr riesgos, le entregó fuerzas mucho mayores desde el comienzo de la campaña.
La movilización de hombres y medios supuso un esfuerzo considerable para Italia y, pese al poco tiempo disponible, se llevó a cabo sin mayores problemas, adquiriendo dimensiones extraordinarias, hasta el punto de que se la considera la mayor guerra colonial de todos los tiempos por el número de hombres y medios empleados en la contienda. Según la cifras oficiales compiladas apresuradamente por el subsecretario de Guerra Baistrocchi para su Informe sobre las actividades realizadas para la operación AO de octubre de 1936, durante la fase de preparación de la campaña en el África oriental habían sido enviado a esta 21000 oficiales, 443000 suboficiales y soldados, 97000 trabajadores, 82000 bestias y 976000 toneladas de material. Según la Armada, se transportaron 560000 hombres y 3 millones de toneladas de armas y material a África. Fueron llamados a filas las quintas de 1911 a 1915, lo que permitió al ejército tener una enorme disponibilidad de hombres sin debilitar a las unidades que quedaban en Italia, según afirmaron Mussolini y Baistrocchi. Entre febrero de 1935 y enero de 1936 fueron enviados a Eritrea seis Divisións ("Gavinana", «Gran Sasso», «Sila», «Cosseria», «Assietta», «Pusteria»), una a Somalia («Pusteria») y tres a Libia. De los aproximadamente cincuenta mil voluntarios, unos treinta y cinco mil fueron encuadrados en la milicia y los restantes se destinaron a complementar batallones que serían utilizadas para reemplazar las pérdidas. A instancias de Mussolini, la Milicia misma se convirtió en un componente importante del cuerpo expedicionario, destinado a representar el carácter fascista de la empresa; gracias a los aproximadamente ochenta mil voluntarios que se presentaron (incluidos los que no usó el Ejército) se formaron hasta seis Divisións: 1.ª División CC.NN. «23 marzo», 2.ª División CC.NN. «28 ottobre», 3.ª División CC.NN. «21 aprile», 4.ª División CC.NN. «3 gennaio», 5.ª División CC.NN. «1 febbraio», que fueron trasladadas entre agosto y noviembre de 1935 a Eritrea, y la 6.ª División CC.NN. «Tevere», que lo fue a Somalia.
A diferencia de las guerras coloniales emprendidas hasta entonces por las potencias europeas, la acometida por Mussolini tuvo una proporción mayor de tropas nacionales que de coloniales. Los ascari eritreos eran minoría y fueron el único componente de la expedición que no aumentó de número durante los preparativos bélicos (en 1935 la necesidad determinó un crecimiento de tan solo entre veinticinco y treinta mil dubats somalíes), pese a que el mando italiano confiaba mucho en su tradicional cohesión y espíritu de combate y en su habilidad para luchar en terrenos duros y difíciles; además, las pérdidas de tropas coloniales no preocupaban a la opinión pública italiana. Los nuevos batallones carecían de una organización sólida, a diferencia de los pocos batallones veteranos, y la falta de estudios específicos hace que sea imposible constatar la importancia de su contribución a la campaña etíope (solo se reseñaron las deserciones de unidades enteras en los informes); es indudable, empero, que su uso contribuyó decisivamente a la victoria italiana. En la ofensiva final contra Adís Abeba, por ejemplo, se empleó una división libia.
Desde su llegada al Asmara el 16 de enero de 1935, Emilio De Bono, que llevaba tiempo alejado del mando y sobre el que pesaba la acusación de Badoglio de ser un mal organizador, tuvo que afrontar la ardua tarea de preparar la invasión en los nueve meses que le había concedido para ello Mussolini. La enorme concentración de tropas en Eritrea y Somalia, llegadas a través de los puertos de Massawa y Mogadiscio, fue el primer gran problema que tuvo remediar, junto con desplazamiento por la región. Los puertos carecían de medios para recibir los cientos de miles de toneladas de pertrechos y a los miles de hombres que desembarcaban en ellos cada día.  Las carreteras que conducían tierra adentro eran inadecuadas o simplemente no existían. Los puertos carecían de equipos, muelles, plazas, mano de obra cualificada, socorro e incluso de mando; todo tuvo que ser organizado velozmente, del mismo modo que hubo de ampliarse la carretera que conducía a la capital eritrea, Asmara, situada a 2350 metros sobre el nivel del mar. Luego se erigió un impresionante teleférico y una segunda carretera a la capital que se encontraba en la meseta de Eritrea, donde comenzaría la guerra, y que luego había de extenderse hacia el sur, hacia el altiplano etíope. También a marchas forzadas se mejoró la red de carreteras de la meseta para que soportase el tráfico pesado de vehículos. El 1 de octubre de 1935, abarrotaban ya la meseta eritrea 5700 oficiales, 6300 suboficiales, 99200 soldados italianos, 53200 ascari, 35650 bestias de carga y tiro, 4200 ametralladoras y metralletas, 580 piezas de artillería, 400 tanques ligeros y 3700 otros vehículos. Al mismo tiempo, el general Rodolfo Graziani reunió en Somalia 1650 oficiales, 1550 suboficiales, 21150 soldados italianos, 29500 eritreos y somalíes, 1600 ametralladoras, 117 piezas de artillería, 7900 bestias, 2700 vehículos y 38 aeronaves. Estas cifras no reflejan el número final de efectivos, pues estos seguían llegando, junto con los abastos y pertrechos para equipar a casi un millón de hombres; Eritrea era una región muy pobre, por lo que se tuvo que importar de Italia casi todo lo necesario: madera, cemento, grano, telas, metales y cualquier otro elemento necesario para la campaña.
La aviación tuvo que afrontar problemas parecidos: tuvo que compensar la falta de aeropuertos y ocuparse del mantenimiento de los 318 aviones enviados durante la guerra a Eritrea y los 132 destinados a Somalia. Para organizar la fuerza aérea, el 1 de febrero de 1935 se creó el Mando de la Fuerza Aérea Italiana en África Oriental, cuyo mando se otorgó al general Ferruccio Ranza. En este caso también, la disponibilidad financiera fue casi ilimitada: se construyeron seis bases aéreas (en Massawa, Zula, Assab, Asmara, Gura y Mogadiscio), dieciocho aeropuertos y ochenta y cuatro campamentos improvisados con todas las instalaciones necesarias, almacenes, talleres y depósitos. También se estableció un servicio meteorológico, una red de radio y una oficina cartográfica. De los 450 aviones enviados, un tercio fueron del modelo IMAM Ro.1 y Ro.37 bis y unos doscientos eran Caproni Ca.101, Ca.111 y Ca.133, de bombardeo y transporte; todos eran modelos ya vetustos en Europa, pero aun así excelentes para una guerra colonial. También fueron enviados a Eritrea veintiséis modernos bombarderos Savoia-Marchetti SM.81 y varias decenas de aviones menores para usarlos en labores de enlace y caza.

### La situación en Etiopía
Aunque exageró el poder de disuasión de la Sociedad de Naciones y esperó hasta el último momento el respaldo del Reino Unido, Haile Selassie aceleró desde el incidente de Wal Wal el rearme etíope, dispuesto a «gastar hasta el último céntimo en defender la integridad de Etiopía», objetivo al que aportó toda su riqueza personal. De enero a julio de 1935, Etiopía pudo importar de Europa, antes de que el embargo promulgado por la Sociedad de Naciones entrara en vigor dieciséis mil rifles, seiscientas ametralladoras y medio millón de balas, cantidades exiguas para enfrentarse a una nación industrializada como Italia. El negus estaba muy decepcionado por la actitud de Francia, que desde los tiempos de Adowa había sido el país europeo más cercano a Etiopía, y que bloqueó en Yibuti sin motivo claro varios cargamentos de armas destinados a Etiopía. Haile Selassie no podía creer que Laval lo hubiera abandonado e ignoraba que Mussolini estaba cercando al país, bloqueando sus fuentes de suministro e incluso comprando las armas ya encargadas por los etíopes. Alemania, por su parte, no deseaba el hundimiento del régimen fascista italiano, pero sí que este se enfrascase en una guerra en África que le impidiese intervenir en los asuntos austriacos y en los de los países del sur de Europa; por ello, no dudó en abastecer secretamente a Etiopía con armas y municiones.
Las potencias europeas no dieron ningún apoyo concreto a Etiopía. El caso más paradójico fue el del Reino Unido: mientras trataba públicamente de mediar entre los países enfrentados, en secreto sostenía una posición ambigua, a pesar las intensas simpatías que Etiopía despertaba entre la población británica; este sentimiento que unía el anticolonialismo, el antifascismo y el antiimperialismo en contra de la guerra que Mussolini estaba a punto de emprender, se extendió tanto en el Reino Unido como en el resto de Europa. Hubo manifestaciones en apoyo de Etiopía en todo el mundo, desde París a Londres, de Damasco a Nairobi de Ciudad del Cabo a Ciudad de México, pero en general no hubo una movilización significativa como la que suscitó luego la guerra civil española: solo algunos cientos de personas abrazaron la causa etíope y se alistaron en las filas del negus. Aunque estaba en juego el frágil equilibrio originado en la posguerra, los países europeos no actuaron. Más activas fueron las delegaciones nacionales de la Cruz Roja, que enviaron a Etiopía personal, material, medicinas y unidades médicas. Oficialmente el Comité Internacional de la Cruz Roja mantuvo una postura neutral; condenó débilmente algunas infracciones del Derecho internacional cometidas por los italianos, pero sin insistir en las quejas y con una actitud esencialmente complaciente con la diplomacia fascista.
No existe documentación completa sobre el flujo de armas en Etiopía durante 1935, y es por ello difícil evaluar el estado del arsenal etíope al estallar el conflicto. Los cálculos italianos suponían que alrededor de un cuarto de las fuerzas enemigas —que en total creían eran entre doscientos ochenta y trescientos cincuenta mil soldados— contaban con adiestramiento al estilo europeo, con fusiles de repetición de diversos modelos y calibres, en su mayoría modernos, y con alrededor de ciento cincuenta cartuchos por soldado. En total, el ejército del negus contaba con aproximadamente un millar de ametralladoras y fusiles ametralladores con abundante munición, doscientas piezas de artillería —en general anticuada—, algunas docenas de cañones antiaéreos y antitanque (incluidos treinta cañones antitanque de 37 mm fabricados por Rheinmetall-Borsig cuya venta autorizó el propio Hitler.), algunos tanques y una docena de aviones. En esencia la situación militar ejército etíope se resume en las palabras del enviado del Times londinense, George Steer, que escribió sobre los etíopes: «Carecen de artillería, no tienen fuerza aérea y la proporción de armas y fusiles automáticos modernos es patética». Aún más patente, sin embargo, era la falta de preparación y adiestramiento de los soldados y oficiales: los antiguos jefes de Abisinia, excepto quizás el ras Immirù, el grasmac Afeuork y el cagnasmac Mellion, eran en su mayoría administradores con escaso conocimiento militar; de los soldados, apenas uno de cada cinco soldado estaba preparado para participar en una guerra moderna. Haile Selassie, perfectamente consciente de la situación, confió sobre todo en los alumnos de la «Ecole de Guerre» de Olettà, de la que esperaba que surgiesen los verdaderos cuadros del ejército; por desgracia para los etíopes, los ciento treinta y ocho alumnos de la escuela, a los que se consideraba que gozaban de gran cultura, nunca tuvieron la oportunidad de destacar durante la guerra; formaron, empero, el primer núcleo de la posterior resistencia etíope a la ocupación italiana.
Los etíopes dudaban asimismo sobre el mejor enfoque para la defensa: podían optar por las tradicionales batallas campales o escoger las tácticas de guerrilla. A finales del verano de 1935, tras haber participado en una intensa campaña de reforzamiento del espíritu nacional cuajada de llamamientos patrióticos, el negus se dedicó al estudio de un plan militar junto con su consejero Eric Virgin. El plan se resumía en cinco puntos fundamentales:
1. Retirada las fuerzas fronterizas unos treinta kilómetros, hasta la línea Adua-Adigrat para observar las líneas del ataque italiano.
2. Reforzamiento de Uolcait.
3. Creación de una línea defensiva en Macallè con las fuerzas del  ras Seyum a la izquierda, la del ras Kassa Hailu en el centro y las del ras Mulughietà a la derecha.
4. Traslado al norte de las fuerzas del ras Immirù.
5. Disposición de las fuerzas del ras Ghetacciù al este de Dessiè.

Hailé Selassié ordenó además el uso de tácticas de guerrilla, aunque por razones culturales y territoriales sabía de antemano que serían poco eficaces. Sus jefes militares consideraban los usos de la guerrilla eran degradantes, dignos de bandoleros y no de hombres valientes, lo que les complicaba el abandonar el arte de la guerra campal sin sentir que perdían la dignidad. Existía además un problema logístico: las distintas regiones de Abisinia estaban todavía poco cohesionadas; las provincias recientemente anexadas como las de Borana y Sidamo no se habían integrado completamente en el imperio y en otras como Harar y Ogadén habían surgido movimientos separatistas. Así, en muchas regiones no sería fácil contar con la colaboración de la población, condición crucial para la operación de las guerrillas.

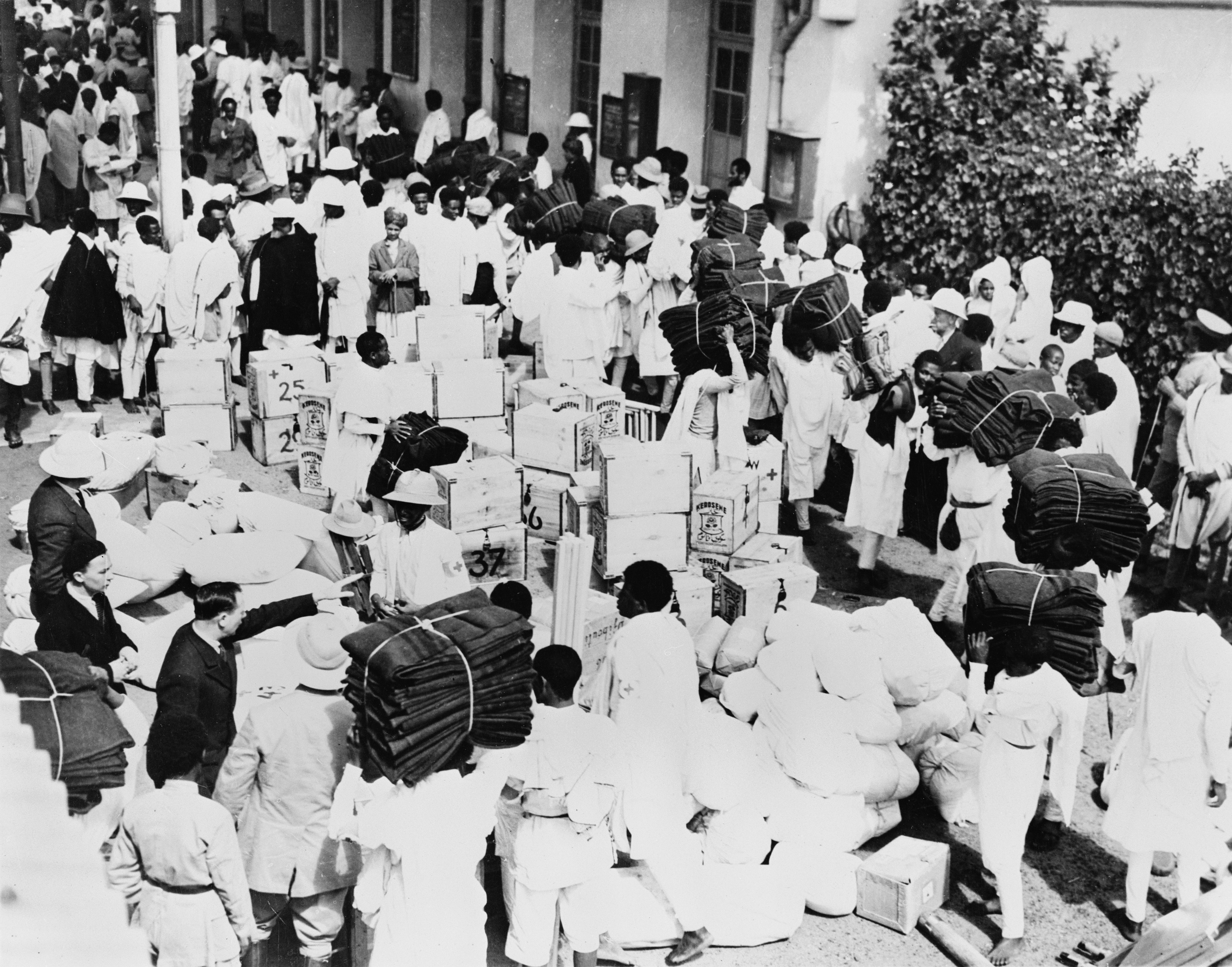
Llegada de un envío de medicinas a la estación de Adís Abeba.

El frente sur preocupaba menos al emperador, tanto porque los italianos habían desplegado en él tan solo cincuenta mil hombres como porque la frontera con Somalia consistía en casi mil kilómetros de desierto abrasador, sin agua e infestado de malaria. En este sector las fuerzas de Graziani tendrían que ascender a lo largo de los ríos Juba y Shebelle o seguir la línea de los pozos que iba de desde Scilláve a Dagahbùr pasando por Gorrahei y Sassabanèh; las fuerzas del degiac Bejenè Merid junto con las del degiac Nasibù Zemanuel podrían bloquear estas líneas de avance, mientras que las fuerzas del ras Destà podrían concentrarse en Sidamo para acometer ofensivas contra el enemigo. Protegidas por la vegetación, estas tropas podrían descender a lo largo de las orillas del Daua Parma, Ganale Doria y Uebi Gestro y atacar por sorpresa Dolo, desde donde luego se infiltrarían en Somalia para socavar el flanco izquierdo de Graziani.
En conjunto el plan defensivo de Haile Selassie era cauto y sensato, y trataba de aprovechar las ventajas del terreno; como dijo Del Boca: «encargaba a los distintos ejércitos etíopes, totalmente desprovistos de armamento pesado y de apoyo aéreo, tareas de desgaste más que de contención» de las unidades invasoras italianas. Si en el norte el plan tuvo que modificarse en el curso del conflicto debido a la traición de Gugsa, en el sur demostró su eficacia hasta el final de la contienda, pese a las enormes dificultades de abastecimiento, que afectaron más a los etíopes que a las unidades italianas. El problema principal, sin embargo, fue la renuencia de los ras a utilizar técnicas y tecnologías distintas a las de la guerra tradicional; un caso emblemático fue el del ras Seyum en Tigré, rechazó en todo momento el empleo de mapas y se empeñó en dispersar a sus veinticinco mil hombres a lo largo de un frente de ciento ochenta kilómetros.

## Primeras fases de la guerra

### Primeros avances italianos en el frente septentrional

Emilio De Bono rodeado de sus oficiales durante la primera de la contienda.

Sin declaración de guerra, la noche del 2 al 3 de octubre de 1935, el general De Bono ordenó a tres cuerpos de ejército, previamente concentrados en las orillas del  Mareb y del Belesa, que cruzasen estos y emprendiesen el avance hacia la línea Adigrat-Enticho-Adua. Con el final de la temporada de lluvias, las dos corrientes no representaban un obstáculo importante, por lo que más de cien mil hombres comenzaron a penetrar en Etiopía a lo largo de frente de unos setenta kilómetros, protegidos desde el aire por 126 aviones y equipados con 156 tanques, 2300 ametralladoras y 230 cañones de diversos calibres, un armamento considerable para una guerra colonial. En el flanco derecho se encontraba el II Cuerpo de Ejército del general Pietro Maravigna que se dirigía hacia Adua; en el centro estaba el Cuerpo de Ejército indígena bajo el mando del general Alessandro Pirzio Biroli, que se encaminaba hacia la cuenca de Enticciò; finalmente, en el flanco izquierdo, se hallaba el I Cuerpo de Ejército del general Ruggero Santini, que tenía por objetivo Adigrat.

Ofensiva de De Bono en el frente septentrional, seguida de la contraofensiva etíope, y primeros avances de Graziani en el sur.

Las tropas italianas no encontraron ninguna resistencia durante los primeros días de la invasión, y no disputaron más que algunas escaramuzas; en tan solo tres días, alcanzaron las aldeas de Adigrat y Adua, que habían sido abandonadas por orden de Haile Selassie que había mandado al ras Sejum que se retirase de ellas para dejar patente la agresión italiana. La movilización etíope resultó bastante lenta, fundamentalmente porque las columnas armadas tenían que recorrer cientos de kilómetros a pie para llegar al Tigré desde las diferentes regiones del imperio. Esto impedía que los etíopes emprendiesen una ofensiva de importancia antes de diciembre; De Bono lo sabía y, siguiendo el plan que se había trazado, decidió consolidar sus posiciones en espera de la acometida enemiga, que le debía permitir aniquilar de un solo golpe el grueso de las fuerzas etíopes.
Muy pronto De Bono comprendió que Mussolini no aceptaría una pausa en las operaciones militares; el viejo general fue abrumado primero con solicitudes para que retomase el avance y luego con órdenes para que lo hiciese. Los apremios de Mussolini, de origen político, chocaban empero con las necesidades bélicas: el abastecimiento de los miles de soldados requería un enorme tráfico de camiones, cuyo tránsito hacía a su vez indispensable el transformar la pista de Mekele en una carretera que pudiese soportar el tráfico pesado; a Adua y Axum solo se podía acceder con mulas. De Bono trató de defender su estrategia primero el 13 de octubre, dos días antes de que Maravigna ocupara Axum, cuando el Duce telegrafió para intimarle a que emprendiese el avance a Macallè —a noventa kilómetros de las posiciones italianas— a más tardar el día 18; y luego por segunda vez el 20 del mes. Esta vez, sin embargo, Mussolini, después de informarle que las sanciones impuestas a Italia no afectarían a las operaciones militares, le obligó a avanzar antes del 5 de noviembre. De Bono hubo de plegarse a los deseos del Duce. Los vanos intentos para convencerlo de mantener la estrategia defensiva hicieron además que perdiese su favor; Mussolini, junto con Lessona y Badoglio (que abiertamente lo acusó de exceso de precaución), ya estaba sopesando retirarle el mando.

### Sanciones económicas a Italia

Manifestación contra las sanciones impuestas a Italia en Roma.

En diciembre de 1934, Etiopía solicitó la intervención de la Sociedad de Naciones para resolver la disputa de Wal Wal y condenar a Italia; después de haber repetido esta solicitud en enero y marzo de 1935, solo el 25 de mayo se estableció una comisión de arbitraje, justo cuando los preparativos para invadir el país estaban ya en marcha y las tropas italianas desembarcaban en Eritrea y Somalia. En los primeros días de agosto, el Gobierno británico hizo otro intento de reconciliación: propuso que Italia recibiese el Ogadén, pero Mussolini lo rechazó tajantemente y la Comisión decidió aplazar sus reuniones hasta septiembre, con la esperanza de que las conversaciones entre Eden, Laval y Aloisi fructificasen. Todos los intentos de acuerdo fracasaron y el 26 de septiembre la delegación italiana dejó Ginebra, apenas unos días antes de que comenzase la campaña en África. El abandono de Mussolini perjudicó gravemente a la Sociedad de Naciones, pero también lo hicieron los estériles intentos de conciliación de las democracias europeas con el fin de persuadir a Italia de que abandonase sus planes en Etiopía y se uniese a los países que trataban de mantener la paz en Europa.
En consecuencia, se presentó una denuncia de Italia ante la Sociedad de Naciones el 6 de octubre de 1935; la denuncia se aceptó y el 10 del mismo mes se condenó al país, de conformidad con el estatuto a sufrir una serie de sanciones económicas: del embargo de armas y municiones a la prohibición de otorgar préstamos y créditos, la prohibición de exportar productos italianos y la importación de productos para la industria bélica. La Sociedad de Naciones, que condenó a Italia como país agresor el 11 de octubre de 1935, impuso numerosas sanciones económicas al Reino de Italia, pero estas incluían el embargo de productos que no eran de primera necesidad para la industria italiana: el mineral de hierro y el petróleo no estaban considerados en dicha lista, y por ello empresas de Estados Unidos (que no era miembro de la Sociedad de Naciones), el Reino Unido, Francia y obviamente Alemania siguieron vendiendo tales productos a Italia. Al mismo tiempo, los británicos aseguraron al Gobierno italiano que no sopesaban ninguna acción armada contra las fuerzas italianas, a pesar de los recelos de Roma.
A propuesta del Gobierno belga, se confió a Francia y al Reino Unido los intentos de conciliación con Italia hasta que entrasen en vigor las sanciones el 18 de noviembre. El último intento de concierto, el pacto Hoare-Laval, realizado por Samuel Hoare y Pierre Laval, también fracasó: en realidad no era un acuerdo, sino una propuesta de división pura y simple de Abisinia. El plan presentado a la Sociedad el 11 de diciembre no satisfizo a Mussolini que, como resultado de los esfuerzos internacionales, exigió incluso más concesiones; ni siquiera lo aceptó Etiopía, que lo rechazó oficialmente el 14 de diciembre al considerarlo un «premio a la agresión». Para tratar de preservar la coalición franco-anglo-italiana, se celebró una última conferencia tripartita en París a principios de diciembre de 1935, en la que el Reino Unido y Francia se avinieron a aceptar todas las exigencias italianas planteadas en enero por Mussolini. Británicos y franceses estaban dispuestos a reconocer oficialmente como italianos los territorios conquistados por estos hasta ese momento, a admitir la cesión de las provincias de Tigray y Ogaden y a crear una zona de influencia italiana en el suroeste etíope. Aunque el Gobierno italiano se mostró dispuesto a aceptar la propuesta oficiosa franco-británica, la publicación de esta por la prensa del Reino Unido y el consiguiente revuelo, que forzó la renuncia del ministro de Asuntos Exteriores británico y el abandono de la posición de apaciguamiento del país, dio al traste con el intento de solución pacífica del conflicto. El plan anglo-francés fue rechazado incluso por la indignada opinión pública británica; este rechazo precipitó la renuncia de Hoare, al que sustituyó el más enérgico Eden. Mussolini pudo gracias a este cambio al frente del ministerio británico evitar tener que someterse a un pacto que desbaratase sus planes de conquista. En Francia, Laval también tuvo que dimitir por el escándalo pocas semanas más tarde.
El 18 de noviembre, Italia comenzó a sufrir las sanciones previstas, que le causaron escasos perjuicios; el Reino Unido no cerró el Canal de Suez a los barcos italianos, lo que permitió que la guerra continuase «a costa de Etiopía y de la seguridad colectiva» y la economía italiana no sufrió porque las sanciones no afectaban a artículos vitales como el petróleo, el carbón o el acero. Londres y París argumentaron que Italia podría eludir fácilmente el cese del suministro de petróleo comprándolo a Estados Unidos de América, que no pertenecía a la Sociedad de Naciones; el Gobierno estadounidense, aunque condenó el ataque italiano, consideró inapropiado que las sanciones las hubiesen impuesto países con imperios coloniales como Francia y el Reino Unido.
Mientras la Sociedad debatía las sanciones contra Italia, la propaganda italiana contra las «naciones europeas ricas y pagadas de sí mismas», sobre todo contra el Reino Unido, en lugar de disminuir en vista de un posible acuerdo, alcanzó su apogeo; se hizo hincapié en especial en la injusticia de las sanciones, para lograr la movilización de la población. En vez de revelar al público que las sanciones impuestas por la Sociedad eran insuficientes e inútiles, la propaganda las aprovechó para crear un clima de país acosado entre la población, para difundir un sentimiento de desesperación y de odio hacia el resto del mundo que cohesionó a la nación como nunca antes lo había logrado. Dado que eran insuficientes para frustrar la invasión italiana y de que en algunos aspectos ni se llegaron a aplicar, las sanciones favorecieron paradójicamente a Mussolini; así lo reconoce incluso el historiador británico Denis Mack Smith en su  Historia de Italia  de 1959, que escribió: «las sanciones parecían mostrar que Italia estaba rodeada y perseguida, que la propia nación y no solo el régimen estaba en peligro y que la campaña de austeridad y autarquía, no era un mero capricho gubernamental, sino algo de interés vital para el país». En respuesta a las sanciones, el 18 de diciembre el Gran Consejo Fascista aprobó una moción por la que consideraba la fecha del 18 de noviembre «una fecha de ignominia e iniquidad en la historia mundial», y ordenaba que se esculpiese en las casas consistoriales italianas una piedra conmemorativa para recordar el «asedio»; la moción contenía una serie de temas que Mussolini repitió posteriormente en sus discursos. El Estado fascista no se limitó a consolidar el consenso interno: la necesidad de dinero llevó a que aplicase algunas medidas restrictivas al consumo para el mejor uso de los recursos nacionales y acrecer la producción, y a reducir las importaciones en un intento de lograr la independencia económica mediante la autarquía. Aunque algunas de estas iniciativas resultaron impopulares o se utilizaron únicamente como propaganda, el 18 de diciembre, en el apogeo de la campaña bautizada como «oro para la Patria» se proclamó «día de la fe», medida que el historiador Ruggero Zangrandi calificó de «uno de los pocas ideas ingeniosas del fascismo». Ese día, el partido fascista, mediante una gran movilización nacional y con el apoyo de muchos personajes famosos vinculados al régimen, logró que cientos de miles de italianos donasen sus anillos de boda, recibiendo en su lugar de copias en otro metal de menor valor. Fue un ritual colectivo durante el cual, según María Antonieta Macciocchi, «las mujeres contrajeron simbólicamente un segundo matrimonio, con el fascismo». A la ceremonia también asistieron numerosos obispos y cardenales, que entregaron sus anillos con la intención dar ejemplo de patriotismo a los fieles, en lo que la historiadora Lucia Ceci define como «la colaboración más patente entre el catolicismo y el fascismo» en la que «se hacía un espectáculo, fundiéndolos, de símbolos y rituales fascistas y católicos». El Vaticano legitimó cada vez con mayor claridad la guerra, de acuerdo a los deseos del régimen, pese a la denuncia de Pío XI de agosto de 1935.
Esta ofrenda de oro tal vez marcó el momento de mayor cercanía popular al fascismo, pero no bastó para sufragar los enormes gastos de la campaña en Etiopía (que había impelido al ministro Baistrocchi a emitir una circular en octubre que prohibía la compra de maquinaria y e instaba a sustituir, en la medida de lo posible, las importaciones de materias primas por sustitutos de origen nacional), ni para evitar el aumento del costo de la vida y el crecimiento irresistible de la inflación en 1935-36.

### Badoglio sustituye a De Bono
El 3 de noviembre, a pesar de todo, De Bono comenzó su avance hacia Mekele siguiendo la dirección Adigrat-lago Ashenge con dos cuerpos de ejército, el Primero de Santini y el Cuerpo Indígena de Pirzio Biroli, mientras que el II Cuerpo de Maravigna quedó a la defensiva treinta kilómetros al sur de Axum; solo algunos grupos de avanzadilla alcanzarían el río Tekezé y la región desértica de Shire. Las fuerzas italianas encontraron incluso menos resistencia que durante el avance de octubre: solo disputaron dos pequeñas escaramuzas con fuerzas que no pretendieron defender la zona; el mando etíope había decidido no defender Mekele el 27 de octubre y Haile Selassie ordenó al  naggadrâs  Uodagiò Ali (que había sustituido al traidor Gugsa) que abandonase la capital de Tigré y se uniese a las fuerzas del ras Seyum, desplegadas entre Gheraltà y Tembien. La ofensiva devino en un mero ejercicio táctico y el 8 de noviembre la vanguardia italiana alcanzó Mekele; la segunda ofensiva De Bono parecía terminar de manera positiva, pero el general no estaba del todo satisfecho, pues escribió sobre ella: «Habíamos extendido noventa kilómetros nuestra línea de operaciones, a lo largo de una pista que todavía se hallaba en mal estado. Teníamos un frente que sobresalía en el flanco izquierdo y dejaba el derecho vulnerable a todas las acometidas que podían desencadenarse en zonas cuyo reconocimiento aún no se había llevado a cabo». El reconocimiento aéreo detectó que habían escapado no solo los pequeños grupos del degiac Ghebriet Mangascià y Haile Mariam, sino también los veinte mil hombres del ras Kassa Hailu, que el 17 de noviembre se unieron, en el desfiladero de Mai Mescic al sur de Amba Aradam, a los quince mil tigrés del ras Sejum. Estas unidades fueron descubiertas el 18 por la aviación italiana, que las acometió de inmediato, aunque sin infligirles grandes daños. Los veinte aviones que participaron en la acción pasaron apuros de hecho por el fuego de los cañones Oerlikon y, dada la capacidad de los etíopes para dispersarse rápidamente por el terreno, no pudieron irrogarles muchas pérdidas. Los temores de De Bono se vieron justificados; en medio de la precaria situación logística, el 11 de noviembre Mussolini le ordenó que hiciese avanzar a Maravigna hasta el Tacazze y a Pirzio Biroli a Amba Alagi. La orden enojó a De Bono, que anotó en su diario: «Lo esperaba: incompetencia, superficialidad y mala fe. Cumplí el deber y espero; pero por mi parte no me doy por vencido [...]». El tono de la respuesta al Duce fue dura y polémica; se centró en la desastrosa situación logística de las unidades, que tenían a la vez que reforzar sus posiciones, vigilar cientos de kilómetros de frente y continuar las obras viarias. Si al principio Mussolini admitió la validez de los argumentos de De Bono, el 14 de noviembre, el jefe del Gobierno anunció al general su relevo; el mando de las tropas destacadas en África oriental pasó al mariscal Pietro Badoglio.
Las valoraciones sobre De Bono son en general poco favorables, cuando no negativas: no tenía una gran personalidad, no había seguido en el partido y fue aceptado pero poco respetado por los oficiales, que lo veían más como un jerarca afortunado que como un jefe capaz. Según el historiador Emilio Faldella, Mussolini se convenció de que al sustituir a De Bono se reanudaría el avance de los ejércitos italianos con firmeza; fueron los informes de Badoglio y Lessona (que el 8 de octubre habían marchado a Eritrea a evaluar la marcha de las operaciones), que indicaban que el avance era un problema estratégico de sencilla solución y que De Bono exageraba los problemas existentes, los que le persuadieron. Según Faldella no había ninguna duda de que De Bono tenía sus limitaciones, pero con los medios disponibles presumiblemente hubiese alcanzado Adís Abeba en el mismo tiempo que empleó en ello Badoglio. Tal vez la explicación más plausible del relevo de De Bono fueron las intrigas contra él de Lessona y Badoglio; en este sentido, Rochat escribió: «De Bono tuvo que ser despedido porque ya no era capaz de cumplir las exigencias mussolinianas de éxitos espectaculares, que mantuviesen el interés del público italiano y extranjero [...] Lo más grave es que a de Bono se le consideraba en general el hombre de Mussolini y del partido: sus fracasos, por tanto, podían empañar el prestigio de la dictadura».

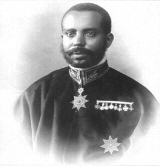
Immirù Hailé Selassié, uno de los principales generales etíopes que participó en el conflicto.

Recién asumido el mando, Badoglio nombró vicegobernador de Eritrea a Alfredo Guzzoni en sustitución de Otto Gabelli y dio las primeras directrices: consolidar la línea Arresa-Adua-Tacazzè y reforzar la posición al sur de Mekele; fortalecer el flanco derecho en dirección a Tembien; intensificar las obras viales y la construcción de aeródromos; enviar a Mekele las divisiones disponibles y crear agrupaciones de artillería; y estudiar la creación de un nuevo cuerpo de ejército nacional. En la práctica, eran disposiciones bastante similares a las que De Bono había promulgado el 10 de noviembre, recién ocupado Mekele; incluso Badoglio, a pesar de haberse esforzado en poner en evidencia a De Bono, detectó los mismos problemas que ya había destacado su predecesor. La única diferencia importante entre ambos fue que Badoglio, gracias a su prestigio personal, obtuvo completa libertad de acción respecto del jefe del gobierno y, durante la campaña, tuvo autoridad para oponerse firmemente a las exigencias de Mussolini. El 30 de noviembre, Badoglio llegó al cuartel general de Adigrat e inmediatamente se dedicó a formar el III Cuerpo con la División «Sila» y la «23 de Marzo»; después de realizar una inspección del frente decidió abandonar Tembien, dejando solamente cuatro batallones de camisas negras para defender una región enorme. Otra medida de Badoglio fue prohibir a los periodistas a ir al frente, probablemente porque en una fase complicada e incierta del conflicto no quería testigos que pudiesen informar de que tres ejércitos etíopes se acercaban casi simultáneamente a las líneas italianas mientras estas todavía se estaban organizando. El principal de los tres era el del ras Mulughietà, que contaba con unos ochenta mil hombres y cuyas avanzadillas habían llegado al sur de Amba Aradam; otro ejército, formado por las tropas del ras Sejum y las del ras Cassa, se dirigía hacia Tembien con unos cuarenta mil soldados. El tercero, el ejército de Ras Immiru al que acompañaban también las tropas del degiac Ajaleu Burrù, tenía unos treinta y cinco o cuarenta mil hombres y su vanguardia ya había alcanzado Tacazze.
La asunción del mando por parte de Badoglio le dio un carácter más nacional a la guerra y, como contaba con la estima de los oficiales, infundió serenidad y confianza en todos los niveles del Ejército, que el impulsivo De Bono no había podido dar. El equilibrio logrado en las fuerzas expedicionarias quedó en riesgo cuando Mussolini en diciembre instó a Badoglio para que avanzase hacia el Amba Alagi (que a la sazón ocupaban los ochenta mil hombres del ras Mulughietà), pero la tajante oposición del mariscal hizo que el dictador desistiera de su empeño: tuvo que aceptar la preferencia de Badoglio por fortalecer las posiciones y posponer el avance hasta al menos febrero del años siguiente.

### El contraataque etíope en Tembien y Mekele

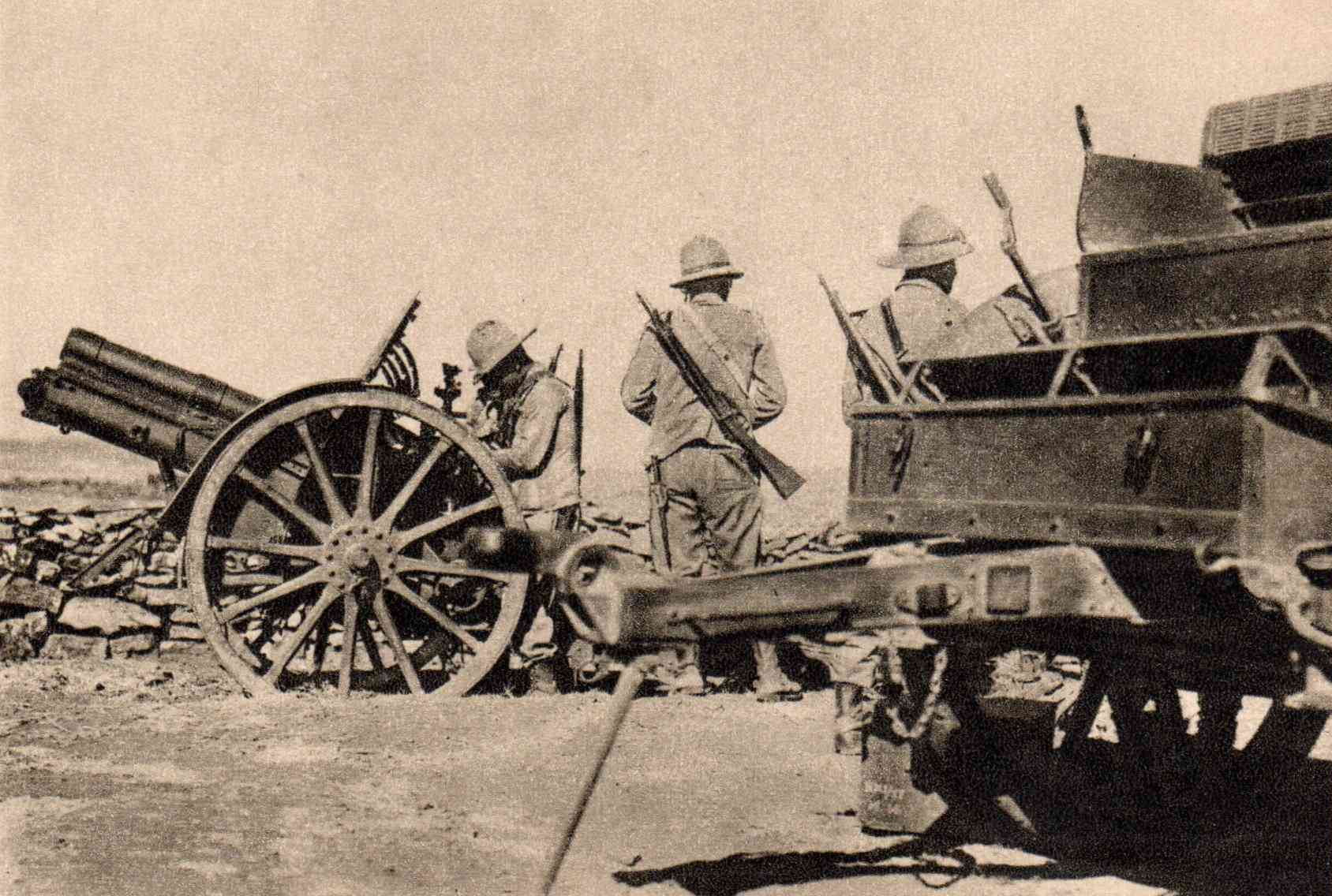
Un obús de 100/17 italiano en Tembien

Los italianos recibieron los primeros indicios de un inminente contraataque etíope en los primeros días de diciembre de 1935, después de que el reconocimiento aéreo informara de la presencia de importantes grupos armados a lo largo de la carretera principal (que unía Macallé y Adís Abeba), al norte del Amba Alagi y en el camino de Gondar al Tekezé, mientras que otras tropas fueron avistadas avanzando hacia el río Gheva con la clara intención de pasar a Tembien. La aviación hizo varios intentos de atacar a estos ejércitos para retrasar su avance, pero los abisinios usaron su conocimiento del país y su capacidad para dispersarse y camuflarse, marchando de noche y explotando sabiamente los recursos del territorio, lo que les permitió moverse rápidamente, sin cargas pesadas y sin las necesidades logísticas que limitaban a los ejércitos modernos. A mediados de diciembre, los etíopes chocaron con los italianos por todo el frente, que se extendía desde los vados del Tekezé hasta el campamento atrincherado de Macallè, unos doscientos kilómetros. Badoglio, a pesar de conocer estos movimientos del enemigo, descubrió con considerable demora que este no atacaría con fuerza contra Macallè, sino precisamente en el punto más vulnerable de la línea italiana, la región inaccesible de Tembien custodiada por los cuatro batallones de camisas negras del general Diamanti que, junto con los mil quinientos irregulares del mayor Criniti en los vados de Tekezé, formaban la pequeña línea defensiva italiana. Desde esta hasta el campamento atrincherado de Adua y Axum también había unos cien kilómetros de vacío, que dejaban el ala derecha del campamento italiano completamente a merced del enemigo.

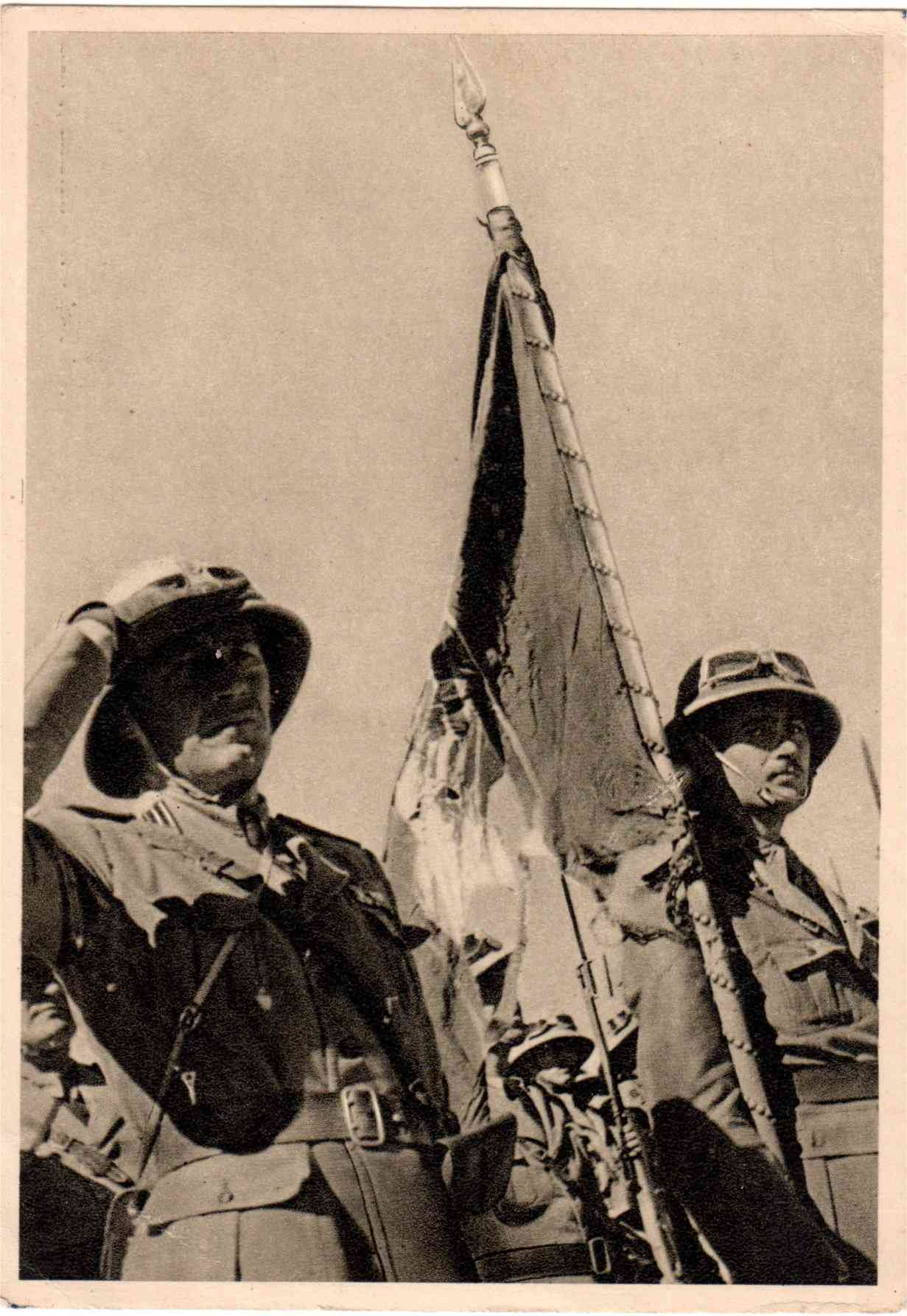
Soldados del 13.º Regimiento de Infantería «Pinerol», perteneciente a la División Gran Sasso

Los ras abisinios que preparaban la ofensiva (Mulughietà, Immirù, Cassa y Sejum) poseían indudables cualidades de mando y eran estimados por sus hombres, pero no estaban preparados para la guerra contra las formaciones con tácticas y armas modernas. Según las cifras disponibles, el ejército numéricamente más fuerte era el que mandaba el ras Immirù, quien junto con las fuerzas del degiac Ajaleu Burrù, podía contar con alrededor de veinte mil hombres. Entre el 14 y el 15 de diciembre, alrededor de dos mil de ellos cruzaron el Tekezé, donde chocaron al punto con los irregulares del mayor Criniti. Otros tres mil soldados del ras Immiru cruzaron el río unos quince kilómetros al norte, en dirección al paso de Dembeguinà, con la intención de cortar el único camino de retirada para los hombres de Criniti. Las columnas italianas quedaron desconcertadas y, cuando la tropa de Criniti intentó de abrirse paso, las fuerzas etíopes ya estaban desplegadas en forma de herradura en las crestas circundantes; un escuadrón de tanques L3/35 enviado en vanguardia para abrir brecha fue neutralizado fácilmente por los soldados de enemigos y los ascaris tuvieron que combatir cuerpo a cuerpo para romper el cerco. Hacia el anochecer, las fuerzas italianas lograron dirigirse hacia Selaclacà, defendida por toda la División Gran Sasso, pero el avance etíope no se detuvo y, a pesar de los violentos ataques aéreos italianos y del bombardeo con gas mostaza en los vados del Tekezé el 18 de diciembre, los aproximadamente veinte mil hombres de Immirù lograron cruzar el río y avanzar al noreste, amenazando los campamentos atrincherados de Axum y Adua y la frontera eritrea. Al darse cuenta del riesgo, Badoglio ordenó a la Gran Sasso que retrocediera hacia las líneas fortificadas de Axum, pero la orden alarmó a todo el cuerpo expedicionario italiano; miles de soldados fueron empleados de inmediato para fortalecer aún más las líneas defensivas de Axum y Macallé, mientras que el temor de que el enemigo pudiera ser auxiliado por espías y partidarios llevó al arresto de cientos de sospechosos, especialmente entre el clero copto, declarado culpable de malquistar a la población contra los italianos.
Al mismo tiempo que se verificaba el avance del ras Immirù, aproximadamente cinco mil hombres del degiac Hailù Chebbedè y tres mil tigrés a las órdenes de dos lugartenientes del ras Sejum marcharon contra Abbi Addi y se extendieron por el Tembien, a pesar de los bombardeos de la aviación, a la que Badoglio había dado orden de frenar en lo posible la marcha del enemigo. Mientras tanto, para apoyar a los pocos hombres de Diamanti, el mariscal trasladó a toda la 2.ª División Eritrea a Tembien, a la que llegó también unos días después la 2.ª División CC.NN. «28 de Octubre» con la intención de evitar que las fuerzas de los ras Cassa y Sejum se apoderasen del Uorc Amba y del desfiladero de Uarieu, al que se dirigían. El 18 de diciembre, los etíopes se apoderaron de Abbi Addi, acometiendo con especial fuerza a los italo-eritreos desde la posición de Amba Tzellerè, que asaltaron infructuosamente al amanecer del 22 de diciembre los hombres del coronel Ruggero Tracchia. Los italianos se replegaron a Abbi Addi, que fue incendiado y abandonado el 27 de diciembre, y luego se refugiaron en el desfiladero de Uarieu a pesar de los continuos ataques de los etíopes que, para entonces, habían vuelto a ocupar todo el sur de Tembien
Ante la gran acción etíope de los Sejum e Immirù, a la que se sumó la amplia maniobra del ras Mulughietà, que había llegado hasta el arroyo Gabat a pocos kilómetros de Macallé, Badoglio pidió urgentemente a Roma que enviara dos divisiones más; durante todo enero continuó sufriendo el embate enemigo, limitándose a desgastarlo con repetidos bombardeos aéreos y con abundante uso de armas químicas. De hecho, del 22 de diciembre al 18 de enero se lanzaron en las regiones del norte del imperio unas dos mil toneladas de bombas cargadas con gas, en particular en la región del Tekezé: soldados y campesinos que usaban sus aguas para saciar la sed sufrieron las consecuencias.

### Avance de Graziani en el sur
Mientras el general De Bono preparaba su avance hacia Mekele, en el frente sur Graziani tuvo al principio que mantenerse a la defensiva, principalmente a causa de la falta de vehículos para emprender la ofensiva a través de las regiones áridas del sur de Etiopía. Aunque tenía órdenes de mantenerse a la defensiva y limitarse a impedir que las fuerzas abisinias acometiesen desde el sur a las unidades de De Bono, el 3 de octubre, cuando estas cruzaron el Mareb, Graziani las soslayó y autorizó la aplicación del «Plan Milán», una serie de pequeños ataques en distintos puntos del frente para eliminar las más peligrosas unidades del enemigo y poner a prueba su resistencia. En unos veinte días, Graziani se apoderó de Dolo, Oddo, Ualaddaie, Bur Dodi, Dagnerei, Callafo, Scivallè y Gherlogubi, abandonadas por los etíopes tras los bombardeos de los italianos. Estas incursiones alcanzaron el apogeo el 10 de octubre, el primer día que se emplearon agentes químicos, en el ataque al pueblo de Gorrahei, objetivo principal del «Plan Gorizia» que empezó el 28 de octubre. Esta plaza no cayó en poder de los italianos hasta el 6 de noviembre; el retraso en la conquista se debió a la lluvia, que frenó el avance. Envalentonado por la fácil conquista de Gorrahei, Graziani ordenó al general Pietro Maletti que persiguiese a las fuerzas enemigas en retirada con destacamentos transportados en camiones, acción que, si bien facilitó la ocupación de Gabredarre y Uaranbad y la eliminación de algunas unidades abisinias, hizo vulnerables a los soldados de Maletti a los ataques enemigos. La persecución se tornó arriesgada y el 11 de noviembre, refuerzos etíopes apostados en las orillas del Gerer al mando del audaz fitautari Guangul Kolase abrieron un intenso fuego contra la columna de Maletti que, tras perder en tres horas de combates cuatro tanques ligeros, ordenó la retirada a Gabredarre.
Aunque más tarde Graziani presentó los choques del 11 de noviembre como una victoria de sus unidades, es innegable que las fuerzas abisinias del ras Destà combatieron con habilidad; estas eran las unidades mejor adiestradas y equipadas del ejército imperial. Las mandaban jefes jóvenes, de ideas avanzadas y gran fidelidad al emperador, muy diferentes en temperamento y cultura a los viejos ras y degiac que operaban en el norte. Tras estos combates de principios de noviembre, apenas cambió el trazado del frente sur; Graziani se mantuvo en las bases de Gorrahei y Gabredarre durante casi cinco meses, durante los que se concentró en la inútil conquista de Neghelli, operación muy aireada por la propaganda, pero que en realidad solamente sirvió para retrasar la consecución del objetivo primordial, la invasión de la región de Harar. La lenta conquista de Neghelli además dio tiempo al ras Destà para reforzar sus unidades, que únicamente se rindieron al cabo de año y medio de hostigar al enemigo con tácticas guerrilleras, en febrero de 1937.

### Se reanudan los enfrentamientos en Tembien

Direcciones principales de la campaña italiana en Abisinia desde febrero de 1936.

Desde su cuartel general en Dese, Haile Selassie se dio cuenta desde la segunda quincena de diciembre que los enfrentamientos y sobre todo a los ataques aéreos italianos estaban diezmando rápidamente a las tropas del frente. Sin embargo, lo que más preocupaba al "negus" era la falta de dinero, de armas y de municiones en el imperio. Los suministros venidos de Europa eran completamente insuficientes y además los estorbaba Francia, que controlaba el puerto de Yibuti: París, de hecho, había firmado un acuerdo con Roma, según el cual esta se comprometió a no bombardear el ferrocarril Yibuti-Adís Abeba si los franceses impedían en lo posible el abastecimiento de Abisinia. Mussolini fue bien informado de todo esto por Servicio de Información Militar, que interceptó los telegramas entre el embajador etíope en París, Uolde Mariam, y el cuartel general de Heilé Selassié en Etiopía. Por ello el Duce pudo comunicar a Badoglio el 16 de enero las dificultades que afrontaba el Gobierno abisinio
Envalentonado por esta noticia, el 14 de enero, Mussolini telegrafió al mariscal Badoglio para darle la orden de reanudar la ofensiva lo antes posible. La prudencia de Badoglio, de hecho, estaba causando descontento tanto en Roma como entre las tropas estacionadas en el Cuerno de África, cansadas de la inactividad y de cavar sin cesar posiciones defensivas. Ya en los primeros días de enero de 1936, el general estaba en situación de abordar un nuevo ataque, pero su excesiva prudencia le hizo perder la oportunidad y en el momento en que estaba dando los toques finales a su plan de ataque los hombres de los ras Cassa y Sejum se pusieron en marcha en el Tembien y volvieron a tomar por sorpresa a los italianos. El plan de los abisinios era esencialmente continuar los movimientos de diciembre: las tropas de Haile Selassie intentaron aislar Macallé y quebrar en dos la línea italiana, usando a los hombres del ras Mulughietà para mantener ocupado al III Cuerpo italiano mientras los ras Cassa y Sejum cruzaban los puertos de Abarò y Uarieu para atravesar el Tembien y rodear a las fuerzas enemigas, y el ras Immiru atacaba el campamento atrincherado de Adua-Axum con la intención de penetrar en Eritrea. Sin embargo, según Del Boca, el plan etíope tenía el grave defecto de ser demasiado vasto y poco realista para un ejército de a pie y de extenderse por un frente de unos doscientos cincuenta kilómetros, con cuatro ejércitos operando por separado sin un servicio de radio adecuado, con las municiones racionadas y con columnas de suministros que solo podían moverse de noche para evitar los ataques aéreos italianos.
Previendo el peligro, Badoglio decidió evitar el ataque, creyendo que podría inmovilizar fácilmente a los ejércitos de los ras Cassa y Sejum y luego acometer al ras Mulughietà al sur de Macallè. El 19 de enero, el III Cuerpo del Ejército avanzó desde Macallé hacia la zona de Negaidà y Adi Debrì, para dominar el valle del río Gabat y cortar el paso al ras Mulughietà, mientras que parte del II Cuerpo fue trasladado al extremo izquierdo de la línea, a Af Gagà, con la intención de detener a las fuerzas del ras Immirù. Con estos dos movimientos, Badoglio quería asegurar los flancos e llevar a cabo luego su maniobra de pinzas contra los ejércitos centrales de Cassa y Sejum, que comenzó el 20 de enero. La ofensiva de Badoglio en Tembien suscitó una viva reacción de los etíopes en todo el frente. Al día siguiente, una columna de camisas negras al mando del general Diamanti que había cruzado el puerto de Uarieu desoyendo las disposiciones de Badoglio fue rodeada y diezmada por el fuerzas abisinias: la columna se salvó de la destrucción total solo gracias a la reacción del 12.º Batallón Ascari que acudió en su rescate; por la noche, los supervivientes pudieron unirse a la División 28 de Octubre. La victoria inicial envalentonó a los etíopes y el ras Cassa ordenó asaltar los puertos de Uarieu y Abarò; para esto pidió las tropas al ras Mulughietà que, sin embargo, alegó un pretexto para no hacerlo. A pesar de los ataques violentos que durante varias horas detuvieron a Badoglio, la 28 de Octubre logró resistir y obligar a las fuerzas del ras Cassa a retirarse bajo los ataques de la aviación, que golpearon al anemigo incluso con gas mostaza. En la mañana del 24 la batalla había concluido en tablas; a pesar de las fuertes críticas a Badoglio, Mussolini decidió renovar su confianza en el mariscal, que emprendió los preparativos de una gran ofensiva que debía llevarse a cabo en febrero.

### El ataque al macizo de Amba Aradam

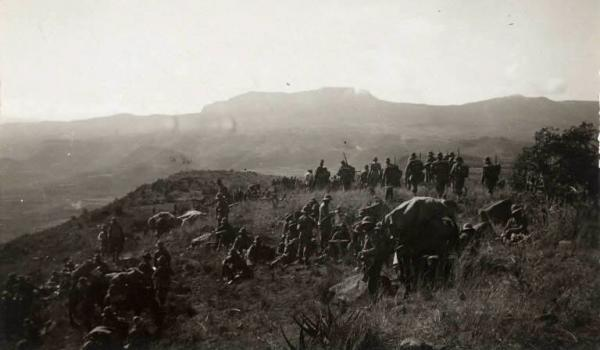
Soldados italianos avanzan hacia el Amba Aradam, visible al fondo.

A principios de febrero, se alcanzó la situación deseada por Badoglio: se bloqueó la penetración etíope en Scirè y Tembien, y en la llanura de Macallè se concentraron siete divisiones, doscientos ochenta cañones, ciento setenta aviones, miles de vehículos y grandes almacenes construidos para suministrar alimentos y material a las unidades. Los efectivos enemigos del ras Mulughietà, concentrados en Amba Aradam (un macizo de 2756 metros sobre el nivel del mar que se extendía unos ocho kilómetros de este a oeste y tres kilómetros de norte a sur)) podían ser cuarenta mil hombres con un buen número de ametralladoras y algunos cañones de pequeño calibre, pero sufrían graves problemas de suministro. Badoglio, que confiaba en obtener la victoria abrumadora, convocó el 9 de febrero a los periodistas destacados en Asmara a su cuartel general en Endà Iesus y al día siguiente desencadenó el ataque.
Poco antes del amanecer, el 1.er Cuerpo de Ejército del general Ruggero Santini y el III del general Ettore Bastico comenzaron a rodear el macizo de Amba Aradam en medio de una tormenta eléctrica. El ejército del ras Mulughietà se mostró solo el 12 de febrero, cuando asaltó con ímpetu a las camisas negras del «3 de enero» del general Traditi, situadas a la izquierda de la formación italiana. Los abisinios atacaron en violentas acometidas al arma blanca apoyadas por ametralladoras y cañones de 47 mm en la zona de Taga Taga. A la derecha, los etíopes también atacaron al III Cuerpo con extrema fuerza y determinación, enzarzándose seriamente con la División Sila del general Bertini en las crestas de Dansà-Bet Quinàt con el objetivo de expulsarla allende el Gabat. Durante todo el día, los etíopes disputaron a los soldados de la Sila la posesión del Dansà, el primer paso hacia el Amba Aradam, pero las ametralladoras italianas desbarataron los repetidos asaltos enemigos. Al final del día, Badoglio pudo declarar que los ataques etíopes «pese a haberse llevado a cabo con una decisión extrema, no tenían un objetivo claro, ni un mando eficaz. También se llevaron a cabo con fuerzas relativamente pequeñas, indudablemente mucho más bajas que aquellas de las cuales el ras Mulughetà pudo haber dispuesto». De hecho, además de no poder utilizar medios tecnológicos para comunicarse con los otros jefes, Mulughietà, encerrado en una cueva casi en la cima del Amba Aradam, fue víctima del martilleo continuo de la artillería enemiga, que batió sin cesar la montaña; a lo largo de la batalla, los cañones italianos dispararon 22908 proyectiles en la zona, incluidos muchos de 105 mm cargados en arsina, mientras que los aviones lanzaron 3960 toneladas de bombas, casi un tercio de todos los explosivos utilizados en bombardeos durante el conflicto.

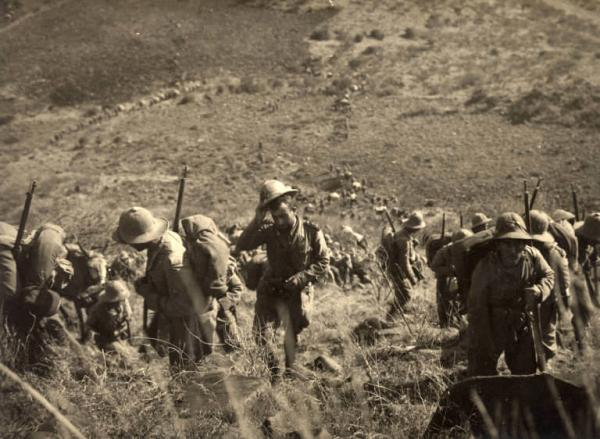
Soldados de la División «Sila» escalan el Amba Aradam.

Entre el 13 y el 14 de febrero, los italo-eritreos consolidaron las posiciones alcanzadas y comenzaron a prepararse para el asalto final, mientras que las fuerzas abisinias casi no llevaron a cabo ningún contraataque. La falta de medios adecuados para una guerra moderna se hizo sentir entre las filas etíopes: «luchan con rifles de pólvora negra y algunas ametralladoras, desgraciados», señaló el periodista Cesco Tonelli, quien agregó: «Todo nuestro equipo ofensivo ahora se revela; es poderoso. Si nos sorprende [...] imaginad a los abisinios, sobre los cuales se precipita todo ese metal». Las fuerzas de que disponía Badoglio eran claramente superiores; el emperador solo tuvo noticia de la ofensiva italiana el 11 y, desde su cuartel general, ni siquiera podía coordinar los cuatro ejércitos y enviarlos al norte; el único despacho que logró llegar a su destino fue el dirigido al ras Cassa, en el que se le ordenó dirigirse lo más rápido posible y con todas sus fuerzas contra el flanco derecho italiano para aislar a las fuerzas que mandaba Bastico: pero la orden llegó a su destino la tarde del 15 de febrero, y para entonces Mulughietà ya había ordenado la retirada. De hecho, a partir de las siete de la mañana del 15 de febrero, los dos cuerpos del ejército italiano reanudaron su avance con una pinza dirigida hacia Antalò, al sur del macizo montañoso y, a pesar de la denodada resistencia enemiga, hacia la noche ambos se encontraron allende el Amba Aradam, mientras que los etíopes se retiraban caóticamente hacia Amba Alagi y Socotà. El día 16 Badoglio ordenó que los restos del ejército de Mulughietà fuesen blanco de la aviación, que golpeó sin cesar a los abisinios hasta el 19, cuando el mariscal declaró concluidas las operaciones que condujeron a la conquista de Amba Aradam y a la aniquilación casi completa del ejército del ras Mulughietà .. Este pereció el 26 de febrero, alcanzado por una ráfaga de ametralladora de un avión mientras atacaba a una banda de Azebo Galla (tropas mercenarias etíopes a sueldo de los italianos) con sus hombres para vengar la muerte de su hijo.

### Segunda batalla del Tembien

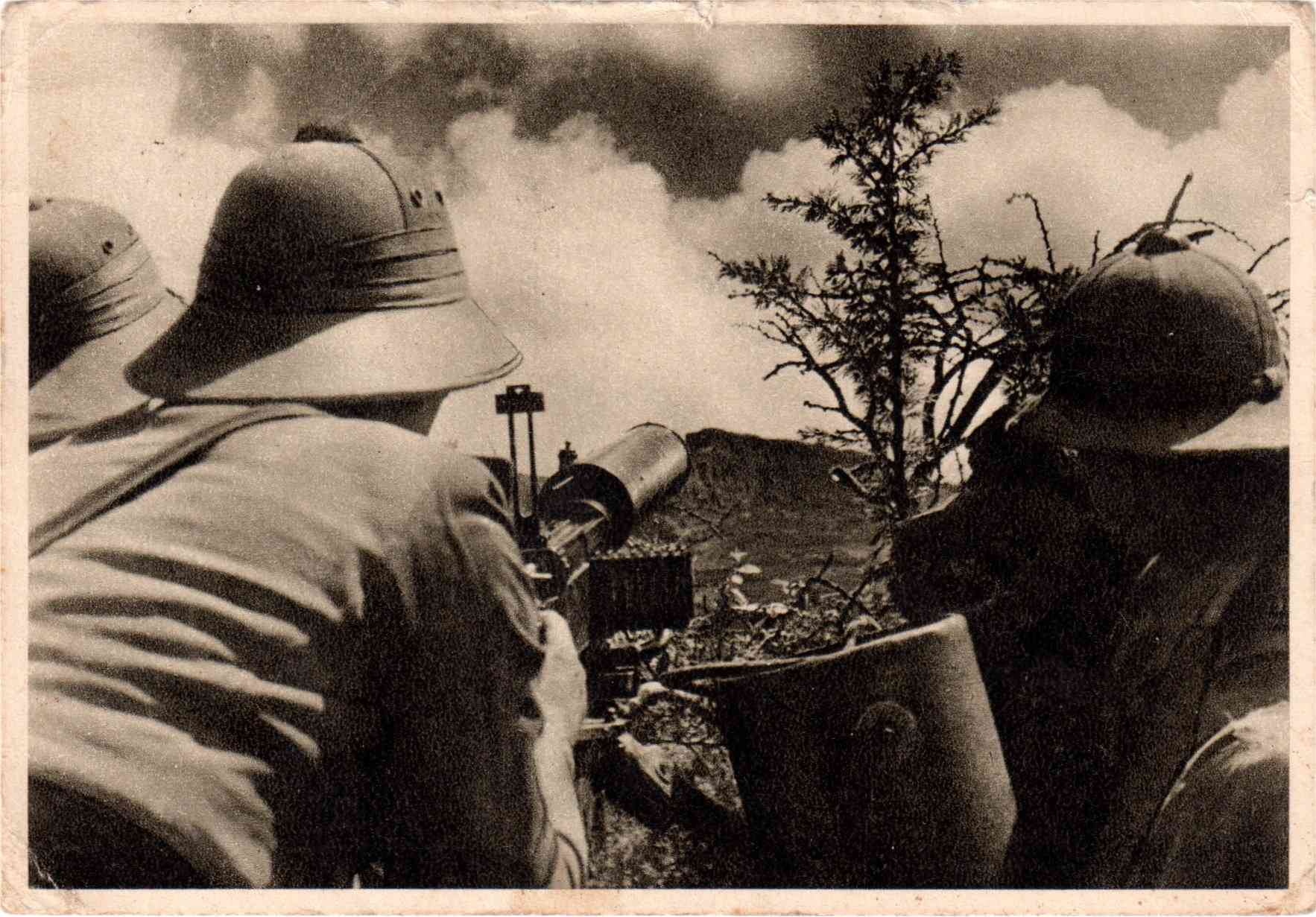
Soldados italianos en el Tembien manejan una ametralladora Fiat-Revelli Mod. 1914.

Mientras el ataque contra Amba Aradam estaba llegando a su fin, Haile Selassie dejó el cuartel general de Dese el 20 de febrero y se dirigió a Cobbò con la esperanza de recuperar a los rezagados y fugitivos de los ejércitos de Mulughietà en el camino, y reunirlos con los ejércitos de los ras Cassa y Sejum, a los que había ordenado que regresaran de Tembien al Amba Alagi. Sin embargo, cuando llegó a Cobbò, el emperador solo recibió una serie de malas noticias, que hasta entonces desconocía: el ras Mulughietà y sus hijos habían muerto junto con otros degiac de confianza; los Azebo Galla se habían rebelado; Amba Alagi había sido ocupada el 28 por los italianos sin disparar un tiro; y los ejércitos de los ras Cassa y Sejum ya estaban rodeados por la pinza que Badoglio había organizado después del avance victorioso hacia Amba Aradam. Haile Selassie también tuvo que reconocer los graves episodios de deserción entre las tropas y, lo que lo era aún más, la de algunos degiacs, que lo traicionaron o demostraron ser unos cobardes. Sin embargo, el 3 de marzo, el emperador llegó a Quoram, donde permaneció hasta el 20 del mes tratando de reunir todas las fuerzas posibles para disputar lo que creía que sería la batalla decisiva en el frente norte.
Mientras tanto, Badoglio, envalentonado por la victoria de Enderta y confiado en la continuación de las operaciones, decidió no perder el tiempo tratando de liquidar lo antes posible también los ejércitos conjuntos de los ras Cassa y Sejum, mientras el del ras Immirù se mantenía a la defensiva en Scirè. El mariscal gozaba ya de un enorme ejército de unos trescientos mil hombres, a quienes los etíopes apenas podían oponer sesenta mil combatientes, incluidos los restos del diezmado ejército del ras Mulughietà, desgastado por la lucha, mal abastecido y casi sin atención médica. La superioridad de las fuerzas italianas era abrumadora desde todos los puntos de vista y Badoglio decidió librar una rápida batalla de aniquilación atacando a los ras Cassa y Sejum mediante una maniobra de pinza, para aislar y destruir a los dos ejércitos antes de volverse contra ellos. El último ejército enemigo sería entonces el del ras Immirù. Primero, Badoglio ordenó al III Cuerpo de Ejército de Bastico que se trasladara de las posiciones recién conquistadas de Amba Aradam a Gaelà, tras las fuerzas de los ras Cassa y Sejum para cortarles la retirada; al mismo tiempo, hizo que el Cuerpo de Ejército Eritreo de Pirzio Biroli, veterano de los combates en los puertos Uarieu y Abarò, descendiera hacia el sur para embolsar al enemigo.
Si entre las filas del ejército invasor todos los engranajes logísticos y de organización parecían engrasados a la perfección, en las filas etíopes reinaba el caos más completo. El viejo ras Cassa todavía estaba íntimamente convencido de que en una batalla decisiva al arma blanca sus hombres saldrían victoriosos, pero, al enterarse de los primeros movimientos de Bastico, el 22 de febrero telegrafió a Haile Selassie comunicándole su incertidumbre sobre qué hacer. De hecho, a pesar de la orden de retirarse a Amba Alagi antes del 25 de febrero, el ras dudó más de dos días, tentado por la idea de reunirse con el ras Immirù para marchar sobre Adua; esta indecisión permitió a Santini ocupar el Amba Alagi el 28 de febrero, sin que Sejum o Haile Selassie se dieran cuenta, convencidos de que esta zona aún estaba bajo el control de Mulughietà, del que desconocía que había muerto y cuyas tropas estaban ya mucho más al sur.
Badoglio era muy consciente de todas estas incertidumbres y deficiencias, después de haber sido informado gracias al servicio de intercepción. Al amanecer del 27 de febrero, ordenó el comienzo del avance a lo largo de todo el frente. Las tropas de Pirzio Biroli se encontraron al punto frente a la difícil tarea de ocupar los altos de Uorc Amba, que con sus torres dominaba el valle de Belès y, por lo tanto, el único acceso a la aldea de Abbi Addi donde, según el plan operativo de Badoglio, los dos cuerpos deberían reunirse el 29. La colina fue conquistada tan solo al atardecer, después de haber vencido la feroz resistencia de los defensores; esto permitió a los italo-eritreos continuar la marcha al día siguiente. Al otro lado de la formación, el general Bastico, después de cruzar el Ghevà, pudo establecerse en las alturas de Debuk por la noche desplegando la División «23 de marzo» a la derecha y la 1.ª División Eritrea a la izquierda. El 28 de febrero, el avance se reanudó: el primero en moverse fue Bastico, quien, con las dos divisiones una al lado de la otra, chocó a las nueve de la mañana con las primeras fuerzas enemigas, que al mediodía se retiraron hacia Abbi Addi y Amba Tzellerè, acosadas por la aviación y abrumadas por el poderío de la artillería enemiga. Aprovechando la rápida victoria, el general continuó la búsqueda de las tropas en retirada hasta los márgenes de Abbi Addi. Al norte, Pirzio Biroli comenzó su avance desde el puerto de Uarieu siguiendo el camino de Diamanti un mes antes después del mediodía. Después de pasar el valle del Balès, se produjeron los primeros enfrentamientos con los hombres del ras Cassa, que por la noche se retiraron caóticamente, abandonando armas y materiales de todo tipo. Durante la noche, finalmente obedeciendo las órdenes del emperador, el ras ordenó la retirada general, pero era ya demasiado tarde y el 29 de la mañana alrededor de un tercio de su ejército estaba cercado por los hombres de Bastico y Pirzio Biroli, que se habían encontrado unos tres kilómetros al oeste de Abbi Addi. Al anochecer concluyó la segunda batalla de Tembien y, entre el 1 y el 6 de marzo, las operaciones de limpieza de los etíopes que habían sido embolsados. Muy pocos lograron escapar pero, entre los fugitivos, estaban los  degiac  Hailù Chebbedè y Mescescià Uoldiè, quienes luego se convirtieron en los jefes más destacados de la resistencia.

### La recuperación de Shire
Mientras la batalla en Tembien todavía estaba en su apogeo, Badoglio, acusado durante semanas de excesiva precaución, trató de acelerar las operaciones y demostrar que el período de inactividad había servido para preparar un ejército potente. El 28 de febrero, dio órdenes al II Cuerpo del general Pietro Maravigna estacionado en Axum y al IV Cuerpo del Ejército, que mandaba el general Ezio Babbini y venía de Mareb, cien kilómetros al norte, de converger en Shire para atrapar al ejército del ras Immirù. En los planes del mariscal, el II Cuerpo habría tenido que atacar frontalmente y hacer que el adversario se retirara, mientras que el IV Cuerpo habría atacado los flancos del enemigo. El 29, los dos cuerpos del ejército partieron. Maravigna inmediatamente encontró una fuerte resistencia por parte de las fuerzas del ras Immirù, quien, como único comandante etíope que había organizado un servicio de información eficiente, conocía perfectamente las posiciones y maniobras de los cuerpos II y IV. Este último se puso en marcha por sorpresa el 20 de febrero; hasta entonces se había limitado a bloquear el camino de Asmara a las guerrillas etíopes que se desperdigaron por la comarca de Shire y amenazaban a Eritrea.
El ras Immirù se percató del movimiento en pinza de Badoglio y decidió traspasar el Tekezé (allende el cual había construido nuevas carreteras) en dos etapas: dejó una retaguardia para frenar a Maravigna mientras que el grueso de sus tropas se retiraban durante la noche al resguardo de la omnipresente aviación italiana. La vanguardia del II Cuerpo, con casi treinta mil hombres chocaron con la retaguardia del ras Immirù en su marcha hacia Selaclalà; los dos grupos disputaron una serie de violentos combates durante al menos doce horas. El II Cuerpo solo pudo reanudar la marcha el 2 de marzo, lo que dio casi dos días enteros a las tropas de Immirù para continuar la retirada. Mientras tanto, los diecisiete mil hombres del IV Cuerpo habían partido demasiado tarde para atacar a las tropas etíopes simultáneamente con las del II Cuerpo, aún lejos, y el ras Immirù pudo cruzar el Tekezé con entre diez y doce mil hombres, frustrando así la maniobra de Badoglio. A partir del 2 de marzo el avance italiano fue lento debido a la denodada resistencia abisinia, que despertó la admiración de Badoglio y de Adalberto de Saboya-Génova, que mandaba la División «Gran Sasso» ubicada a la derecha de la formación ialiana, que escribió: «La tenacidad con la que los ejércitos del ras Immirù resistieron durante tres días y la violencia de los contraataques, mostraron cómo esos amharas tenían un espíritu particularmente agresivo». Solo la concentración coordinada de artillería, aviación y, por primera vez, lanzallamas permitió a los italo-eritreos neutralizar las últimas fuerzas abisinias que defendían Selaclalà y el puerto de Af Gagà, desde donde las fuerzas de Maravigna pudieron emprender la persecución del ras Immirù. Mientras tanto, el IV Cuerpo había seguido moviéndose y había llegado a la vista de Selaclalà tardíamente, el 6 de marzo, diezmado más por la dureza del terreno y por las temperaturas abrasadoras que por las acciones de las tropas abisinias; en todo caso, lo hizo demasiado tarde para participar en la persecución del enemigo.
Badoglio, habiendo escapado el ejército del ras Immirù, y dudando de que la acción del II Cuerpo pudiera dar buenos resultados, dio orden inmediata de usar todos los medios y armas disponibles para atrapar a las fuerzas enemigas. Ciento veinte cazas y bombarderos atacaron entre el 3 y el 4 de marzo a los abisinios, armados con 636 quintales de explosivos, bombas de gas e incendiarias, diezmando a las tropas de Immirù, que sufrió entre tres y cinco mil bajas y quedó reducido a la mitad de su tamaño original. No obstante, la maniobra de pinza fue un fracaso. las fuerzas italianas podían contar con su enorme superioridad tecnológica para infligir una derrota definitiva al ejército del ras Immirù y volver a ocupar Shire, en lo que Badoglio llamó «la gran batalla estratégica del Tigrai» que concluyó con la destrucción del último ejército del frente norte, que se disolvió «por la acción constante de la aviación, llevada a cabo especialmente en los puertos de paso obligado del Tekezé y en las trochas de mulas del intrincado Semien».

### La batalla final de Mai Ceu
Al acabar el ciclo de batallas en el Tigré, el resultado de la guerra pareció ya inequívocamente favorable a los italianos que, mientras los ejércitos etíopes se retiraban casi completamente destruidos o en desorden, organizaron el asalto final. El I Cuerpo y el cuerpo de ejército eritreo fueron enviados hacia la cuenca de Mai Ceu, para enfrentarse al negus, y el III Cuerpo, dividido en varias columnas, se dedicó en marzo a ocupar Gondar, Debarèc, Socotà, Caftà, Noggara, Adb el Rafi y Sardò. El monarca abisinio apenas contaba con entre treinta y treinta y cinco mil soldados, ubicados principalmente en la ruta que conducía desde Tembien a la capital, Adís Abeba, con los que decidió librar una batalla campal que resolviese el conflicto, siguiendo así la tradición etíope, según la cual el emperador tenía que estar al mando de las tropas durante los enfrentamientos concluyentes y, en caso de derrota, perder la vida luchando. Haile Selassie probablemente quería estar a la altura de sus antepasados en un momento crucial para su país y organizó el ataque para el 31 de marzo, día de san Jorge, considerado el más apropiado por razones religiosas que el día escogido originalmente, el 29. Esta elección fue dictada no solo por la tradición, sino también por alguna información recibida el 20, que indicaba que en Mai Ceu solo había unos pocos miles de soldados italianos: el negus decidió atacar de inmediato para lograr una victoria, incluso si era menor; esto le habría permitido salvar su honor y retirarse a Adís Abeba al comienzo de la temporada de lluvias, lo que habría favorecido la resistencia de las armas abisinias.
Según estas intenciones, el 20 el emperador salió de Quoram hacia Amba Aià, a pocos kilómetros de las tropas italianas, donde el 22 se reunió con dignatarios etíopes para discutir qué hacer. A pesar de la voluntad de Haile Selassie de atacar de inmediato, encontró una actitud muy cautelosa entre los antiguos jefes del ejército, quienes frenaron la operación con discusiones inútiles y estériles, de modo que el 26 se informó al negus que muchos hombres habían llegado a la guarnición italiana de Mai Ceu y se había preparado un sólido campamento atrincherado. Hailé Selassie decidió que el ataque comenzaría el 31 de marzo, cuando sus treinta y un mil soldados subdividido en tres columnas, emprendieron el asalto de Mai Ceu, donde se encontraron con alrededor de cuarenta mil soldados del I Cuerpo dei Santini y del ejército indígena de Pirzio Biroli, con una potencia de fuego claramente superior a la etíope. El retraso en acometer a los italianos resultó fatal para los etíopes, puesto que permitió a las fuerzas italianas fortalecer el frente de Mai Ceu, que la aviación interviniese con bombardeos, que el servicio de información interceptase los detalles del plan y del despliegue del enemigo (debilitado además por las deserciones), despejando así las dudas de Badoglio sobre el curso de la campaña. Hasta mediados de marzo, el mariscal estaba particularmente preocupado por la posibilidad de que, después de la derrota en Shire, el emperador se retirara con su ejército al sur, a Dese, lo que hubiese obligado a las fuerzas italianas a comenzar una larga persecución que habría extendido las líneas, haciendo peligrar los suministros y retrasando varios meses el final del conflicto. Sin embargo, el 21 de marzo, Badoglio se enteró de que el negus había llegado al paso de Agumbertà camino de Mai Ceu: todas las dudas desaparecieron de la mente del mariscal, quien comunicó a Mussolini: «si el Negus ataca, si espera mi ataque, su destino ya está sellado: será completamente derrotado».
Mientras los dos ejércitos se organizaban para librar la batalla decisiva en Mai Ceu, el 15 de marzo el secretario del partido Achille Starace comenzó su muy personal marcha sobre Gondar, comenzando desde Asmara con una columna de 3348 camisas negras y bersaglieri, 500 vehículos cargados con comida y 6 piezas de artillería. Después de un avance de más de trescientos kilómetros por una antigua carretera trazada en 1906 por el oficial Malugani, el 1 de abril Starace entró en la ciudad sagrada de Gondar sin haber disputado combate alguno con las tropas abisinias. Esto se debió principalmente al hecho de que el ras que controlaba la zona, Ajaleu Burrù, había sido comprado por los italianos y que, para proteger a Starace y facilitar su expedición, además de las tropas eritreas del general Cubeddu (enviadas antes a neutralizar a los atacantes de antemano) Badoglio había ordenado a dos escuadrones aéreos vigilar la columna durante la marcha. Ni siquiera el mando supremo perdió el contacto por radio con las tropas de Starace, que gozaba de privilegios especiales y alrededor del cual se creó un aura de entusiasmo que «redunda en beneficio del partido». Favorecido por la desorganización de los ejércitos abisinios, Starace continuó su avance y llegó primero al Lago Tana; luego continuó hacia Bahir Dar (24 de abril), Debre Tabor (28 de abril), las orillas del Nilo Azul y finalmente a Debre Marqos, que alcanzó el 20 de mayo después de una marcha de mil setecientos kilómetros.

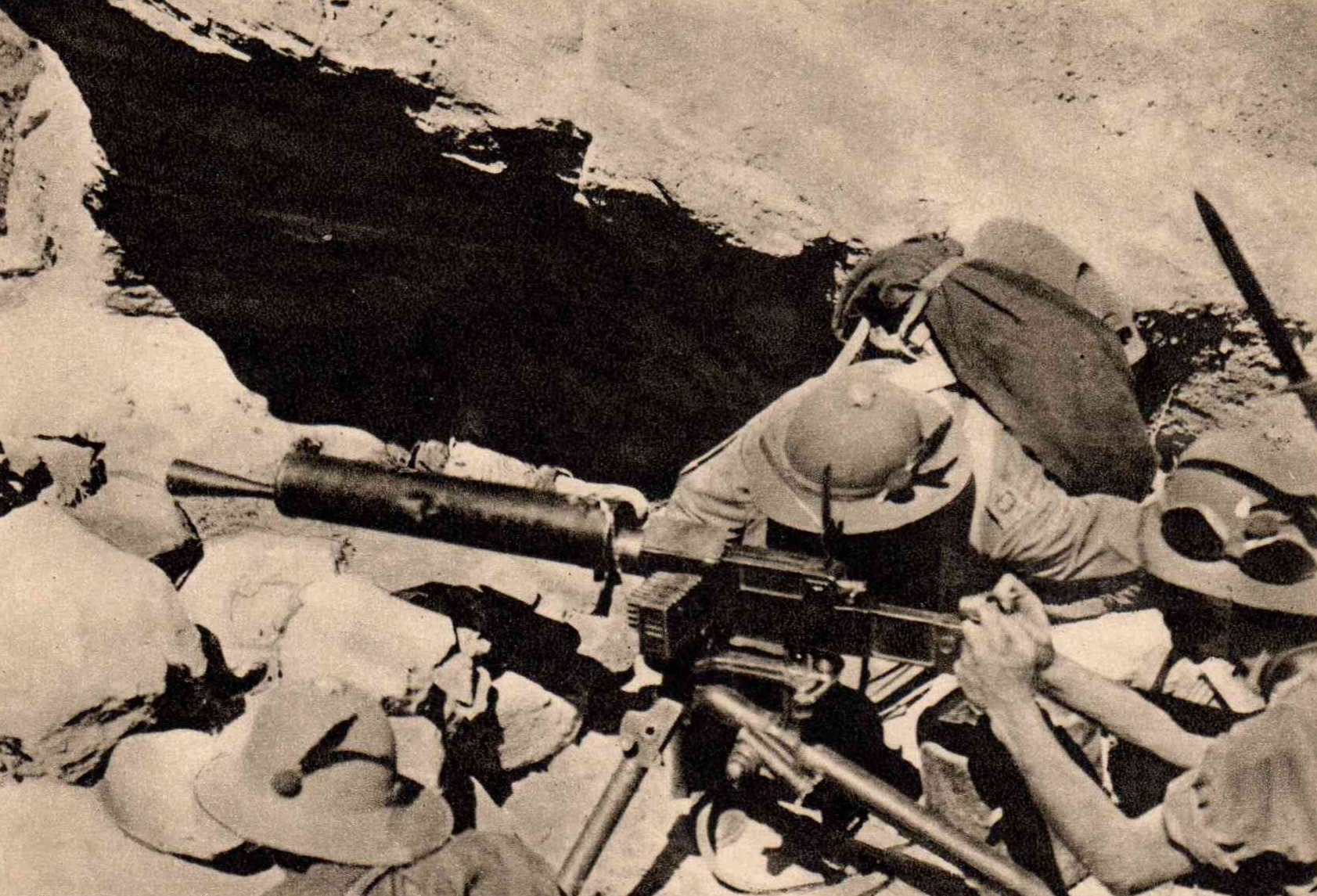
Soldados alpinos (alpini) entre las rocas de Amba Aradam con una ametralladora Fiat-Revelli Mod. 1914

En la segunda mitad de marzo, Badoglio trasladó al sur la 5.ª División Alpina «Pusteria» y la 1.ª y 2.ª divisiones eritreas, con la intención de apostarlas en la llanura frente al pueblo de Mai Ceu junto con una división de infantería, otra de «camisas negras» y contender con los restos del ejército enemigo a partir del 6 de abril. En el momento del ataque, solo los alpinos y los eritreos estaban en la línea: ellos fueron los que a las 5:45 a. m. del 31 de marzo tuvieron que luchar contra las columnas etíopes en el choque final del conflicto. Desde el principio, los hombres del negus, en un intento por flanquear el extremo derecho italiano, asaltaron las trincheras en el puerto de Mecan y en el Amba Bohorà, que defendían las tropas alpinas, que se encontraron rodeadas y en grandes aprietos; tan solo el contraataque de las unidades eritreas a última hora de la mañana comenzó a desbloquear la situación de la «Pusteria», que mientras tanto había gastado sus municiones. El impacto del ataque etíope pronto se desvaneció, las municiones comenzaron a agotarse de inmediato (la retaguardia y las caravanas de suministros se convirtieron en el objetivo preferido de la Regia Aeronáutica durante todo marzo) y Haile Selassie se vio obligado a enviar al combate a sus mejores unidades, seis batallones de la guardia imperial. El ataque de estas unidades fue decidido y durante aproximadamente tres horas combatieron con el cuerpo de ejército eritreo; este resistió el embate en toda la línea a pesar de los encarnizados y repetidos asaltos enemigos, que se sucedieron hasta las 16:00, cuando el emperador dio la orden de lanzar un último gran asalto a la línea Mai Ceu. Impulsados por nuevas fuerzas, tres columnas etíopes atacaron todo el frente, concentrándose en la unión entre la 1.ª y 2.ª divisiones eritreas; en este punto y tras conquistar algunas trincheras, los etíopes intentaron infiltrarse para ampliar la brecha y dirigirse a Mai Ceu. Sin embargo, a las 6.00 p. m., el ataque se agotó y Haile Selassie, después de haber comprobado la imposibilidad de mantener las posiciones conquistadas, ordenó el repliegue a una colina no muy lejos del frente. Mientras tanto, los italianos, esperando un nuevo ataque al día siguiente, trabajaron febrilmente durante toda la noche para reforzar sus posiciones y reunir la mayor cantidad de municiones posible: la munición escaseaba también entre los italianos.
En la madrugada del 1 de abril, los enfrentamientos se reanudaron con ataques etíopes poco realistas, pero la falta de aprovisionamiento y municiones afectó negativamente el ímpetu ofensivo y las tropas eritreas y los alpini contuvieron fácilmente los asaltos enemigos durante los primeros dos días de abril. El 3 del mes, los dos cuerpos del ejército italiano comenzaron a defenderse, precedidos por el los irregulares Azebo Galla, que acometieron a las tropas etíopes en retirada. A última hora de la tarde, Haile Selassie ordenó la retirada general a la llanura del lago Ashengue y los altos de Quoram a los veinte mil soldados que le quedaban. Fue precisamente entonces cuando el emperador se dio cuenta de que su ejército estaba en descomposición. La acción de la aviación no dejó escapatoria para los etíopes, que el 4 de abril fueron interceptados inesperadamente en medio del día por combatientes italianos en la cuenca del lago Ashengue, donde comenzó un verdadero tiro al blanco. Se arrojaron más de setecientas toneladas de bombas (algunas de iperita) sobre las columnas en desbandada, a las que también acometieron los Azebo Galla que, desde las colinas circundantes, disparaban contra los heridos y los rezagados, y luego descendían para desnudarlos y mutilarlos. Alrededor de las 17:30, los primeros batallones de la 1.ª División Eritrea llegaron a los altos de Macarè, que dominan el lago, desde donde la artillería italiana batió durante varias horas a la retaguardia enemiga en retirada, antes de prepararse para continuar el avance hacia Dese. Esta fue ocupada por las fuerzas eritreas el 15 de abril, mientras que Haile Selassie, escoltado por un pequeño destacamento y acompañado por dignatarios y cortesanos, se había mudado a la ciudad sagrada de Lalibela antes de seguir camino algunos días más tarde hasta Adís Abeba, a la que llegó la noche del 30 de abril.

## Operaciones en el frente meridional

### La marcha contra Neghelli

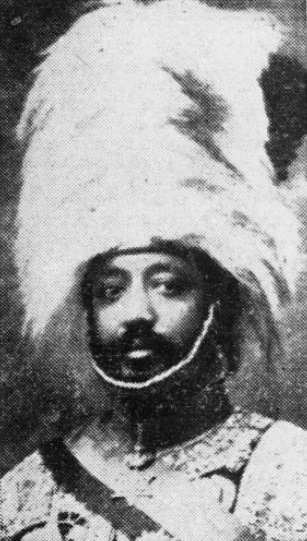
El ras Destà en uniforme de gala.

Desde el principio, los proyectos y planes operativos de toda la campaña habían relegado el frente sur a un papel secundario; a pesar de ello, el general Rodolfo Graziani intentó, y lo logró, convertir un enfoque puramente defensivo en uno ofensivo. Después de los primeros avances en octubre y noviembre y la conquista de Neghelli, la situación en el frente sur sufrió un alto obligado por los peligros del territorio, las altas temperaturas y la escasez de alimentos, agua y vehículos. Esta situación empeoró en abril de 1936 a causa del comienzo de la temporada de lluvias, que ralentizó el avance de Graziani y la conquista de los objetivos principales, Harar y Dire Daua.
Mientras los ras Sejum y Cassa avanzaban en el sur de Tembien, el ras Immirù recuperaba parte del Shire y el ras Mulughietà consolidó sus posiciones cerca de Macallè, también el ejército del ras Destà en el frente sur había alcanzado las defensas externas del campo atrincherado de Dolo, tras una marcha de unos ochocientos kilómetros por las regiones áridas de Sidamo y Borana. El objetivo del yerno del emperador era aligerar la presión italiana en el Ogadén haciendo que la mayor parte de las fuerzas de Graziani convergieran contra él. Destà solo sabía vagamente el tamaño de las fuerzas enemigas merced a la información que le proporcionó Sergio Costante, un desertor que alcanzó las filas etíopes: por él supo que en Somalia había aproximadamente doce mil soldados italianos y somalíes, tres mil camiones, cincuenta tanques y treinta aviones. De hecho, las fuerzas de las que disponía Graziani eran modestas, pero el ras Destà tuvo que superar grandes dificultades para llegar a Dolo, lo que redujo su ejército de veinte mil soldados a menos de diez mil e hizo que llegase a Dolo tardíamente, en la primera quincena de diciembre (después de dos meses de marcha que había empezado en Irgalem); para entonces, las fuerzas aéreas de Graziani habían aumentado a setenta y seis aviones. Coordinada directamente por Haile Selassie, la ofensiva contra Somalia debería haber tenido lugar en tres sectores: en el derecho, contra el campamento atrincherado de Dolo; en el centro, en dirección a Uebi Scebeli; y en el izquierdo, contra las fortalezas de Gorrahei y Gherlogubi.
Graziani, sin embargo, no permaneció inactivo y, además de reforzar el campamento atrincherado de Dolo y las defensas de Ogadén, decidió usar la aviación de forma masiva para golpear implacablemente a la retaguardia enemiga y diezmar las fuerzas del ras Destà, que no lo evitaron simplemente por moverse tan solo de noche para no ser detectadas. Al enterarse de la situación, el 16 de diciembre Mussolini dio la autorización para usar cualquier arma contra los etíopes, incluidas las químicas, y desde ese momento Graziani lanzó sobre las tres columnas y Neghelli (que sirvió de centro de suministros de las tropas de Destà) quintales de explosivos y gas que mermaron a las fuerzas etíopes, que tuvieron que detener su marcha a unos sesenta kilómetros de Dolo, en una línea que desde Sadei junto al Daua Parma llegaba a Malca Dida, a orillas del Ganale Doria. El 29 de diciembre, Graziani se enteró de que Destà y su Estado Mayor estaban acampados en Gogorù, no lejos de las carpas del hospital de la Cruz Roja sueca, y sin perder tiempo, ordenó a la fuerza aérea que organizara una incursión contra el campamento del ras Destà, sin preocuparse por la presencia del hospital aledaño. El bombardeo se verificó el 30 de diciembre y, como era de esperar, las tiendas del hospital sueco también fueron alcanzadas; los bombardeos causaron veintiocho muertes y dejaron alrededor de cincuenta heridos entre los pacientes, hirieron a un médico sueco y mataron a un ayudante. Destà, ileso del bombardeo, comunicó de inmediato el incidente a Haile Selassie y, en unas pocas horas, la noticia del ataque del hospital de campaña dio la vuelta al mundo, suscitando reacciones indignadas que preocuparon al propio Mussolini. El Duce le ordenó a Graziani que evitara acciones similares en el futuro, aunque en realidad los ataques más o menos voluntarios contra las unidades de la Cruz Roja continuaron durante al menos un mes.

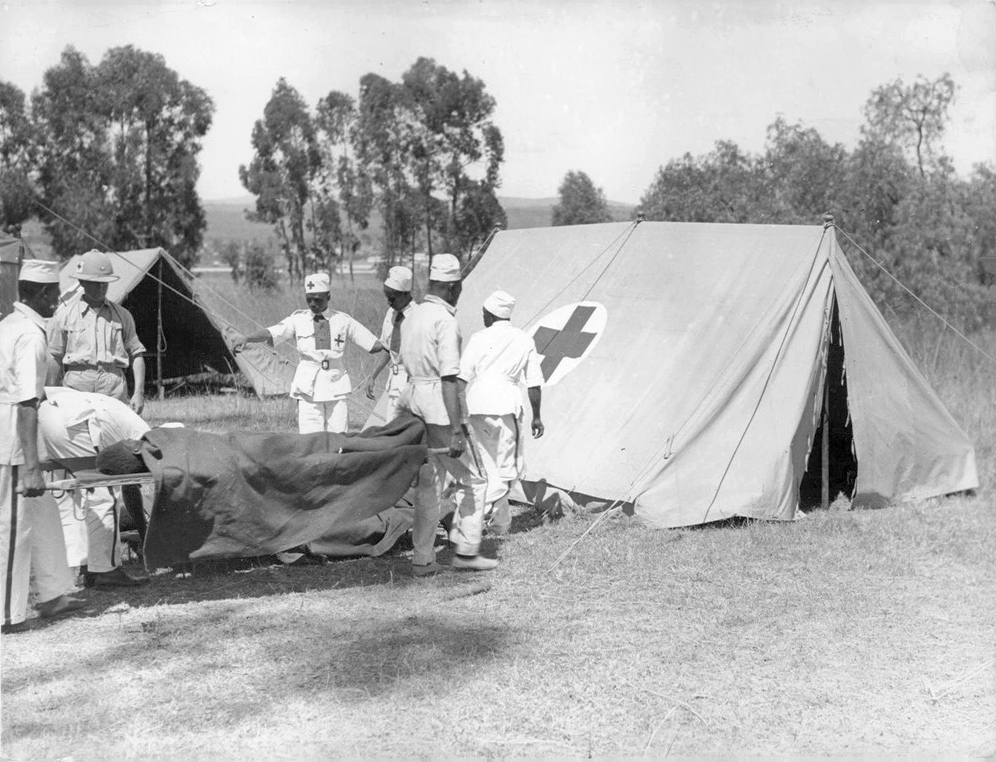
Tiendas de la Cruz Roja en Harar

El 4 de enero de 1936, Graziani tomó la iniciativa de lanzar una unidad completamente motorizada, de catorce mil soldados, contra los las defensas etíopes, para superarlas y exterminar a sus defensores a lo largo de los trescientos ochenta kilómetros que les separaban de Neghelli. Después de un pequeño contraataque del "degiac" Nasibù Zemanuel contra el sector Scebeli-Ogadén, fácilmente contenido por los hombres del general Luigi Frusci, el 9 de enero Graziani emprendió el ataque. Las fuerzas italianas se dividieron en tres columnas: la primera, en el flanco izquierdo y al mando del teniente general Agosti, debía seguir el curso de Daua Parma hasta Malca Murri para evitar la llegada de suministros al enemigo desde Kenia; el segundo, en el centro y al mando del coronel Martini, seguiría la carretera a Neghelli; la tercera columna, al mando del general Annibale Bergonzoli, tenía la tarea de ascender a lo largo del Ganale Doria y dirigirse a la aldea de Bander. El avance italiano fue irresistible: en aproximadamente cuatro días se deshicieron las líneas enemigas, lo que le permitió a Graziani explotar la situación y dirigir la columna central, a cuya cabeza se había colocado hacia Neghelli. Mientras tanto, la aviación continuó golpeando al enemigo que huía con explosivos y gas; los abisinios, aquejados por el hambre y la sed, intentaron como pudieron alcanzar Neghelli o los ríos, pero fueron interceptados y aniquilados por las columnas laterales de la formación italiana. A las 11:50 de la mañana del 19 de enero, las avanzadillas italianas entraron en Neghelli, anticipándose un poco a Graziani; la noticia de la conquista de la ciudad se extendió por Italia el 22 de enero y despertó un gran entusiasmo en todo el país, sobre todo porque después de casi tres meses de guerra fue el primer triunfo auténtico en África, que además permitió la liquidación total del ejército de Destà. Lo que pasó a la historia como la batalla de Ganale Doria, a pesar de que fue una pequeña obra maestra logística y táctica, a la larga no aportó ninguna ventaja a la campaña y, de hecho, resultó estratégicamente contraproducente. La conquista de Neghelli, en realidad, distrajo a Graziani del objetivo principal, Harar, durante casi tres meses, obligando al general a acelerar el avance final en plena temporada de lluvias, alargó peligrosamente el frente somalí, inmovilizó a miles de hombres y vehículos en ese sector, dio tiempo al ras Destà para reagrupar sus fuerzas y comenzar la guerra de guerrillas y, finalmente, frenó las obras viales en el sector Scebeli-Ogadén, indispensable para la ofensiva en Harar.

### La ocupación de Harar y Dire Daua

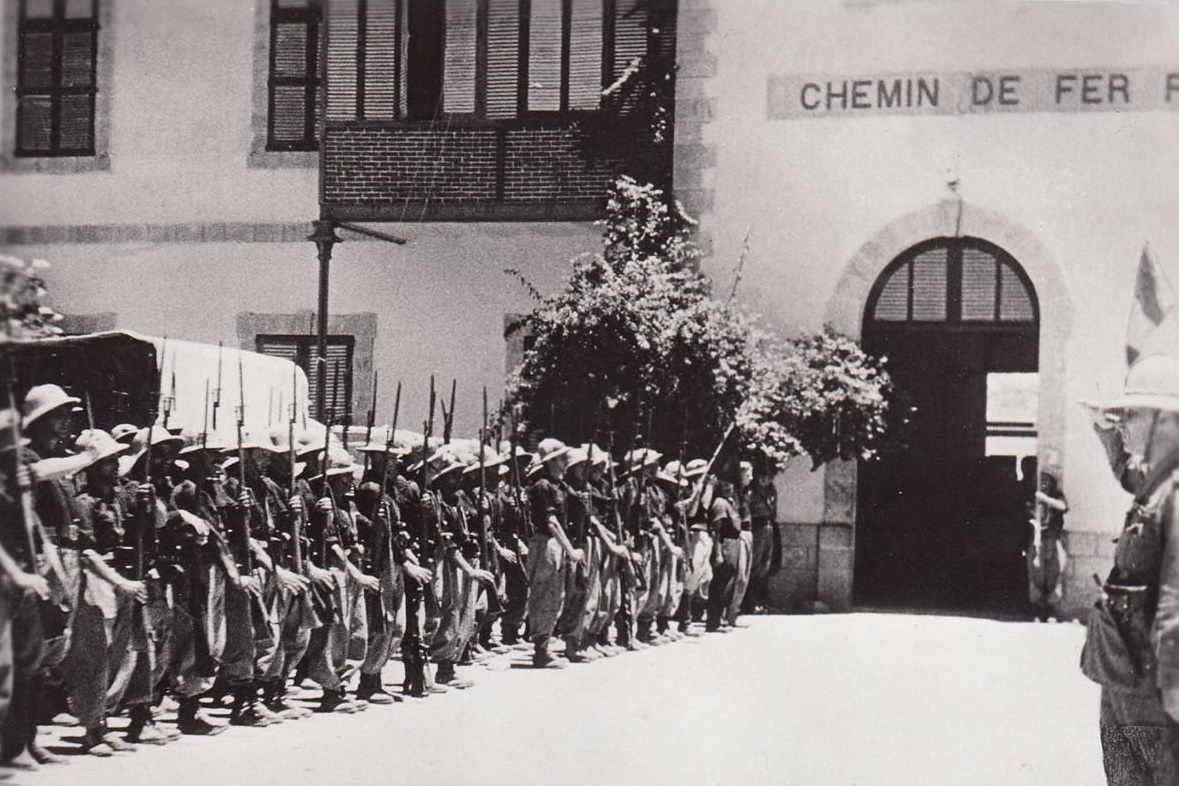
Los camisas negras toman posesión de la estación de Dire Daua, mayo de 1936

Para no quedar oscurecido por las victorias de Badoglio, Graziani abordó los preparativos para atacar a los restos de las fuerzas abisinias mandadas por el degiac Nasibù Zemanuel, atrincherado en defensa de Dagabur, Giggiga y Harar, inmediatamente después de concluir la batalla de Ganale Doria. Los refuerzos que necesitaba llegaron a Somalia a fines de marzo: la Primera División de Infantería «Libia» para reemplazar a la brigada eritrea, ya inutilizable debido a las abundantes deserciones, y alrededor de un centenar de buldóceres con doscientos remolques, pero las enormes dificultades para establecer una base de ataque a casi a mil kilómetros de la costa, la necesidad de crear nuevas carreteras y la urgencia de tener que proporcionar suministros para al menos cuarenta mil hombres hicieron menester que los preparativos del ataque continuaran hasta mediados de abril. Para satisfacer las apremiantes exigencias de avances de Mussolini, Graziani llevó a cabo una ofensiva aérea contra los centros habitados del alto Ogadén, Hararghiè y Giggiga del 20 de marzo al 14 de abril, con el fin de desbaratar el suministro del enemigo. Sin embargo, la operación no bastó para contentar a Mussolini, acostumbrado a los éxitos del frente norte, y Graziani se vio casi obligado a emprender una acción apresurada el 15 de abril, a pesar de las dificultades logísticas, agravadas por las malas condiciones climáticas de la temporada de lluvias.
Como las fuerzas de Destà habían abandonado Borana completamente derrotadas después de la caída de Gorrahei y Gabredarre, el frente sur quedó en manos del egiac Nasibù, que había sido enviado por el emperador para cerrar la brecha en Sidamo e intensifica la defensa de Ogadén, evitando que Graziani avanzase hacia Adís Abeba. Después de descubrir que los italianos no habían aprovechado la victoria de Neghelli, Nasibù, reforzado por los tres mil hombres del degiac Abebè Damteù, por otros tantos del degiac Amdè Apte Sellase y por doce mil de Maconnen Endalacciù, retiró a sus tropas a las líneas fortificadas de Harar-Harehò-Giggiga y Dagamedò-Dagahbùr, al tiempo que disponía algunas incursiones contra el enemigo.. De hecho, desde finales de diciembre de 1935, volvió a ocupar una gran parte de Ogadén y emprendió una serie de pequeños asaltos para probar las defensas italianas, como adelanto de la ofensiva principal contra Danan y Gorrahei para reconquistar los territorios perdidos al comienzo de la guerra. Confiado por los primeros éxitos y la inactividad de Graziani, Nasibù comenzó a concentrar veinte mil soldados —unos dos tercios de las fuerzas de las que disponía— cerca de las líneas italianas a principios de marzo. A pesar de que los asesores militares turcos (incluido el experto Wehib Pachá) le aconsejaron cautela, preocupados por el alargamiento excesivo de las líneas etíopes que tal ofensiva habría originado, el degiac continuó con los preparativos. Inesperadamente, a partir del 20 de marzo, toda la aviación de Somalia comenzó a bombardear las líneas abisinias con explosivos y gas, inmovilizando a las fuerzas de Nasibù; al amanecer del 14 de abril, después de casi un mes de bombardeos, el ejército de tierra de Graziani, con treinta y ocho mil hombres, atacó a las fuerzas etíopes. Los italianos marchaban casi todos en camiones, lo que hacía de ellos un ejército extremadamente móvil y bien adaptado al terreno fundamentalmente llano de Giggiga y Harar.

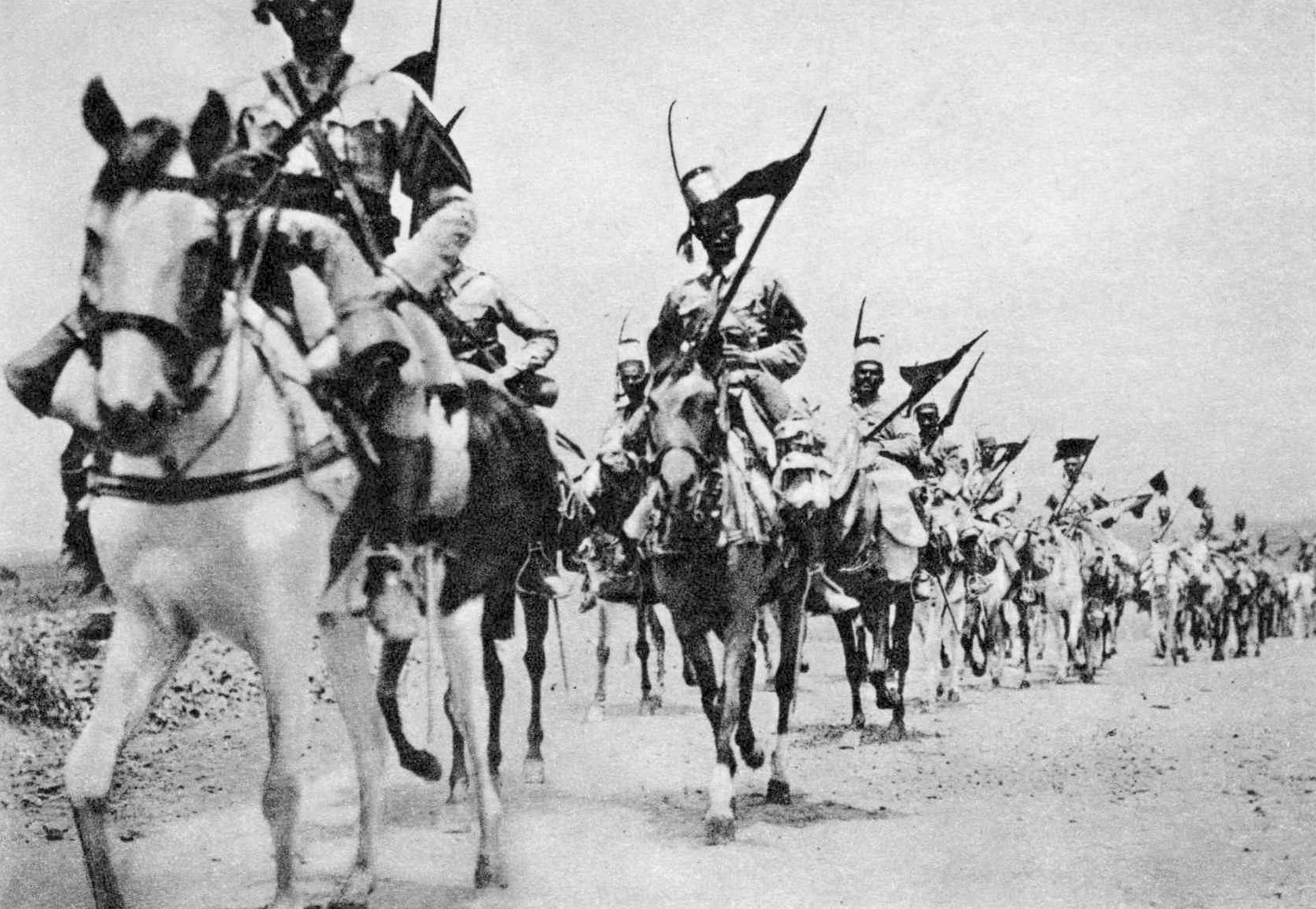
Caballería eritrea en marcha hacia Adís Abeba

La más fuerte de las tres columnas italianas, la mandada por el general Guglielmo Nasi compuesta por la División «Libia» y el grupo de operaciones rápidas «Navarra», se lanzó contra las defensas de Gianagobò, a la izquierda la línea enemiga para flanquearlo; la columna central del general Luigi Frusci atacó en dirección a Gabredarre y luego se dirigió a la fortaleza principal de Dagahbùr, mientras que la columna derecha del teniente general Augusto Agostini, la más débil, avanzó hacia la derecha de las posiciones etíopes. El día 15 la columna de Nasi se encontró con los primeros focos de resistencia; la lluvia incesante y la enconada resistencia de los hombres de Abebè Damtèu y Maconnen Endalacciù lo detuvieron durante más de dos días y únicamente la intervención de la aviación desbloqueó la situación. En ese momento, después de resistir un último ataque etíope, al amanecer del 19 las unidades de Nasi se lanzaron tras las fuerzas supervivientes de los dos degiac; 21 ocuparon Dovale; 22, El Fud; el 23, Segàg, mientras que las otras dos columnas continuaban progresando sin encontrar resistencia hasta el 24 de abril, cuando en todo el frente de Ogadén se extendieron los combates. En la mañana del 24 se libraron reñidas batallas en Dagamedò y Gunu Gadu, pero fue sobre todo en Birgòt donde Frusci, con su columna central, encontró la mayor resistencia que logró vencer al día siguiente gracias a la competencia de la aviación. Ese 25 de abril, las tres columnas italianas habían expulsado a los defensores de sus posiciones y, a pesar de la fatiga que comenzaba a frenar a los atacantes, Mussolini presionó a Graziani para que continuara el avance sin respiro: sin embargo, este solo pudo reanudarlo el 29 a causa de las copiosas lluvias. Así, en la mañana del 29, las tres columnas siguieron avanzando hacia el sistema fortificado de Sessabanèh-Bullalèh-Daghbùr, ya bombardeado previamente con explosivos y gas los días 26 y 27; las tres columnas convergieron en Daghbùr, completando el primer ciclo operativo trazado por Graziani, sin haber encontrado resistencia, y comenzaron la preparación del último salto hacia Harar.
El único enemigo de Graziani en estos últimos días de guerra resultó ser la lluvia, que obligó a las fuerzas del frente sur a posponer el comienzo del avance hasta el 5 de mayo, cuando Badoglio ya había ocupado Adís Abeba. Para el 2 de mayo, el ejército de Nasibù ya se había disuelto y, de hecho, él mismo se había apresurado a marchar a Dire Daua tras enterarse de la fuga de Haile Selassie a Yibuti, donde se reunió con él al día siguiente. Los demás jefes del frente sur también lo acompañaron a Yibuti, menos el  fitautari  Mellion (que continuó combatiendo en retirada hasta las colinas de Harar y por ello fue ascendido a degiac por sus propios soldados) y los oficiales turcos, mientras que los soldados abandonados por sus superiores regresaron a sus hogares. Sin encontrar oposición, las columnas italianas comenzaron una verdadera carrera hacia Harar, que fue ocupada la tarde del 6 de mayo por las tropas de Nasi y luego por las del grupo Navarra; este, en la noche del 7 al 8 de mayo, reanudó la marcha hacia Dire Daua, en un intento de adelantarse a las tropas de Badoglio que ya se encaminaban allí, punto de reunión previsto de los dos ejércitos. Graziani, en parte celoso de la atención que la prensa le había prestado al mariscal, quería atribuirse el mérito de ser el primero en entrar en Dire Daua, que fue ocupada al amanecer del 9 de mayo, unas horas antes de la llegada en tren desde Adís Abeba de los hombres de Badoglio. Con este último acto formal, terminó la guerra en el frente sur; lo hizo con pérdidas relativamente bajas para los italianos, sufridas en un 80 % por los departamentos coloniales libio, árabe-somalí y eritreo. De hecho, de un total de 3139 muertos y heridos, las pérdidas italianas fueron tan solo 390.

## La fase final

### La conquista de Adís Abeba
Después de haber liquidado también al último ejército etíope, un mariscal Badoglio eufórico decidió poner fin al conflicto lo más rápido posible y, tras aumentar el número de soldados que iban a marchar hacia la capital abisinia hasta los veinte mil, dio orden a las avanzadillas de que se encaminasen a Adís Abeba, en lo que el propio mariscal bautizó como la «marcha de la voluntad de hierro». El avance se organizó en tres columnas: una motorizada al mando del general Italo Gariboldi; otra compuesta por los batallones eritreos del coronel De Meo, que marcharon por la carretera imperial Dessiè-Macfùd-Debrà Berhàn unos 400 km; y una tercera al mando del general Gallina, compuesta por cuatro batallones de la 1.ª División Eritrea, que siguió la ruta de 310 km de Dessiè a Emberta pasando por Uorrà Ilù-Dobà. Para afrontar cualquier eventualidad, las tres columnas contaban con el respaldo los omnipresentes aviones, de once baterías de cañones de 77/28 y de obuses de 149 mm, de un escuadrón de tanques ligeros y de aproximadamente mil setecientos vehículos. Este despliegue de fuerzas resultó exagerado: los ejércitos etíopes ya se habían disuelto y la marcha no habría implicado ningún riesgo a corto inmediato. Lo que Badoglio no consideró, o se negó a considerar, era que a largo plazo los veinte mil hombres empleados no habrían sido suficientes para proteger la capital ocupada, la región circundante y las carreteras. En las siguientes semanas, de hecho, los caminos en torno a la capital fueron bloqueados inmediatamente por los partisanos etíopes (arbegnoch) que, aprovechando la llegada de la temporada de lluvias, hostigaron a las tropas italianas en Adís Abeba durante muchas semanas.

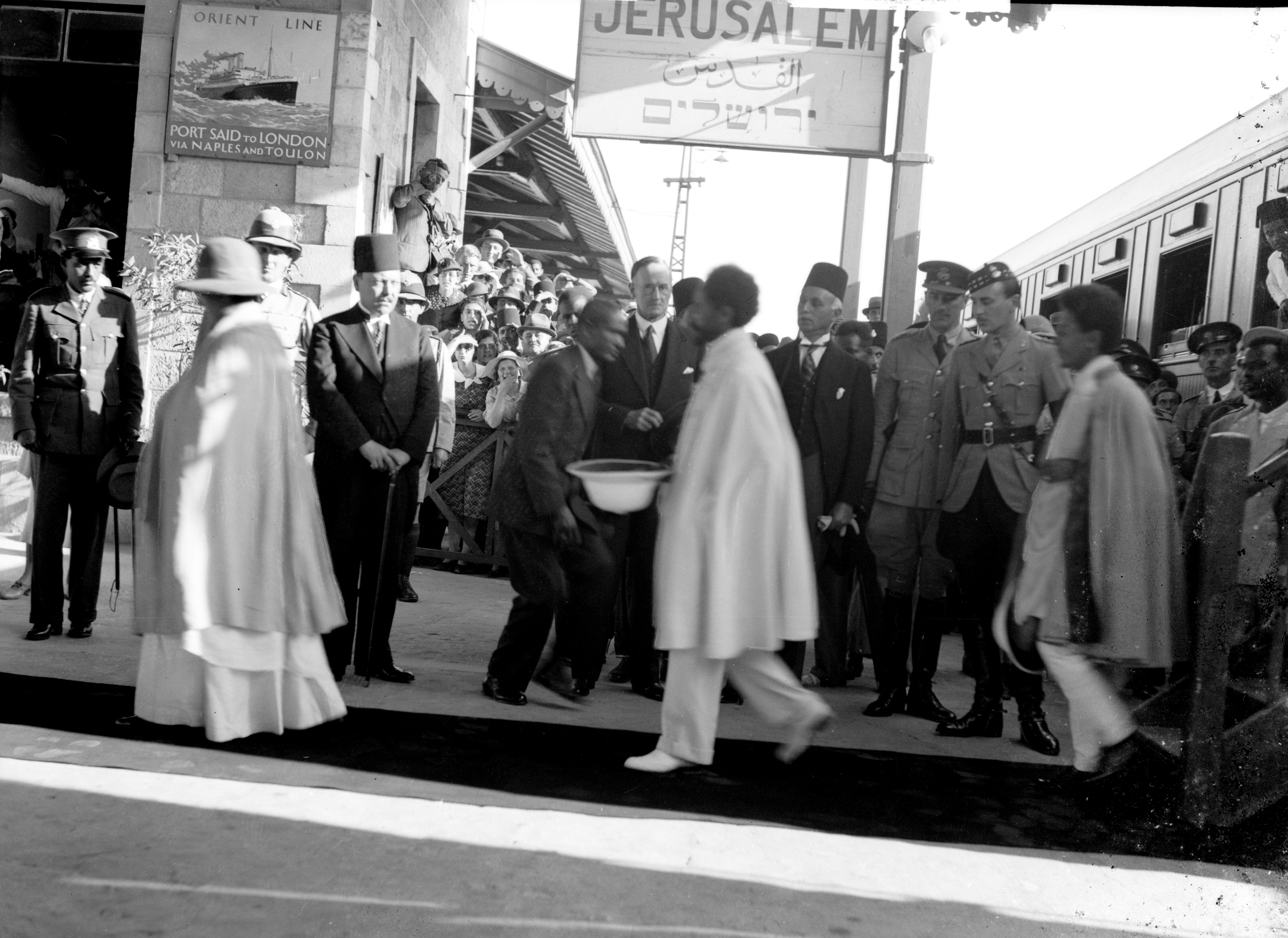
Haile Selassie en el exilio, en su llegada a Jerusalén.

Sin embargo, por el momento, Badoglio no quería exponerse a ningún riesgo y, para evitar que la enorme columna de Gariboldi (12495 hombres) disputara batallas inesperadas que no podría librar por sí sola, se envió a los eritreos de Gallina de avanzadilla en descubierta el 24 de abril; esta precaución resultó ser superflua, porque los principales problemas para los italo-eritreos estuvieron relacionados con la lluvia y el barro y no con las emboscadas enemigas. El único choque relevante durante la marcha sobre la capital aconteció el 29 de abril cerca de Passo Termabèr, a treinta y cinco kilómetros al sur de Débra Sina, donde los etíopes volaron el camino cerca de una curva cerrada, frenando el avance de los enemigos. El incidente provocó un retraso de aproximadamente treinta y seis horas en los planes de Badoglio, que, durante la parada forzada, se enteró de que el secretario del partido Achille Starace había llegado a Debre Tabor, mientras que el 30 Graziani había alcanzado Dagabur. Sin embargo, la noticia más importante llegó la tarde del 2 de mayo, cuando se conoció que el negus acababa de escapar de Adís Abeba.

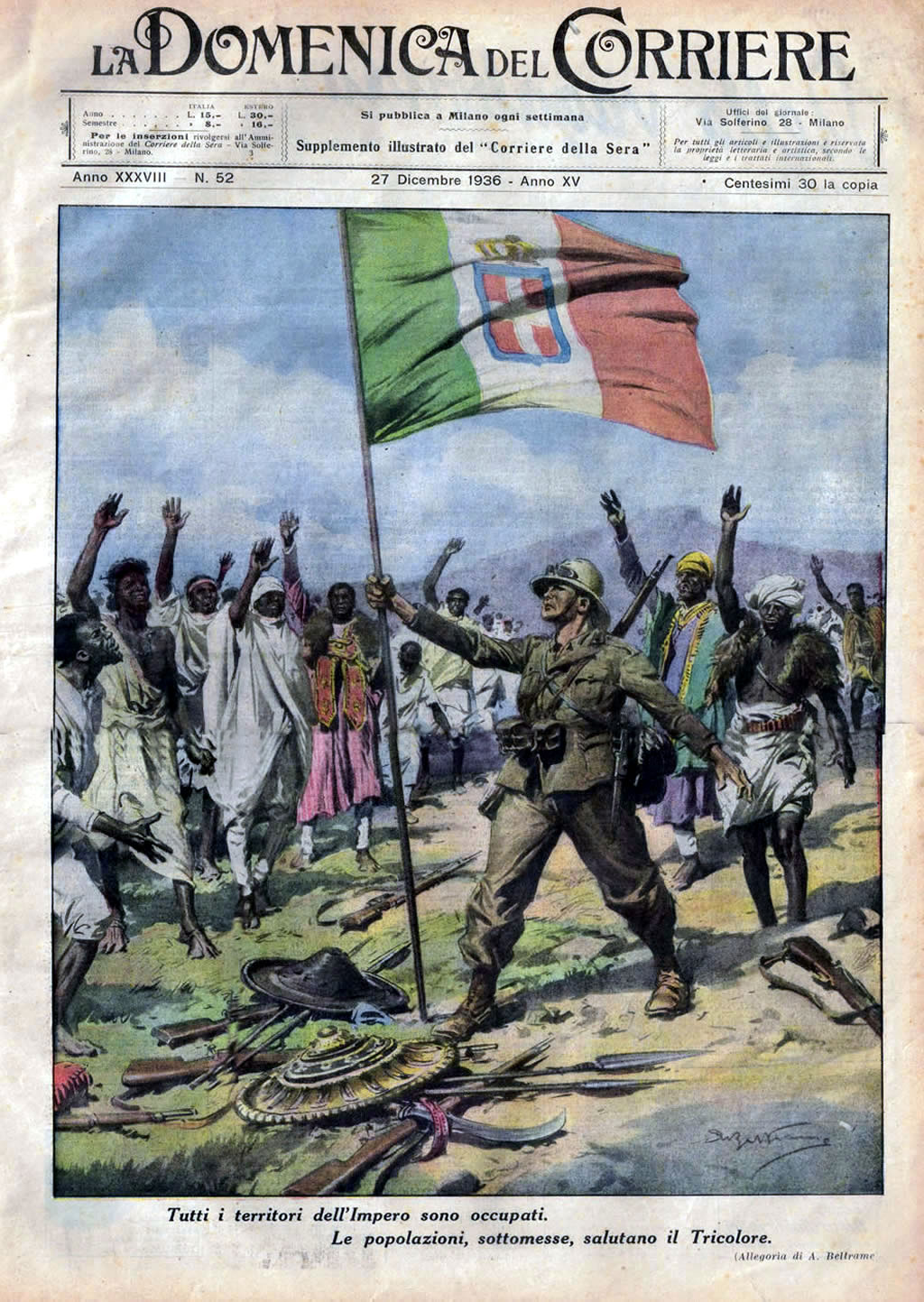
Una alegoría de la victoria bélica, obra de Achille Beltrame en La Domenica del Corriere

Al mediodía del 3 de mayo, los vehículos de la columna pudieron reanudar la marcha y al día siguiente Badoglio recibió un telegrama de Mussolini, en el que se le ordenaba enviar algunos aviones a sobrevolar la capital enemiga y lanzar algunas metralletas en la embajada francesa. Esta solicitud fue dictada por la situación de caos y violencia que se había desatado en la capital etíope tras la partida de Haile Selassie al Reino Unido: en la ciudad hubo saqueos, incendios y violencia y Mussolini aprovechó la oportunidad para reiterar las antiguas tesis sobre la bárbara Etiopía, fuente de caos. En realidad, el general Gallina con su ascaris podría haber ocupado la capital ya la noche del 2 de mayo, pero desde el 23 de abril Mussolini había dado la orden de reservar la entrada triunfal en la capital a las tropas italianas y esta fue la causa del retraso de tres días en la toma de la ciudad, durante la cual varios cientos de personas perecieron en los disturbios, que también aprovechó la propaganda fascista, que presentó a Italia como la única nación que podía salvar a los europeos atrapados en Adís Abeba y civilizar el país.
La columna motorizada de Gariboldi (a la que se había unido Badoglio) entró en Adís Abeba la madrugada del 5 de mayo. A las 4:00 p. m. de ese día, la columna se detuvo a las puertas de la ciudad y Badoglio ordenó a los coroneles Tracchia y Broglia que ocuparan sus puntos más importantes, mientras entregaba el borrador del despacho al secretario de Colonias Lessona en Roma, agregando: «Ahora llegamos a Adís Abeba. No creo que ocurra nada grave en la entrada a la ciudad. Anticipar el anuncio en Roma un par de horas significa despejar la ansiedad en la que están sumidos nuestro gobierno y las capitales extranjeras». A las 5:45 p. m., la bandera italiana fue izada en el frontón de Villa Italia, acto que marcó el comienzo oficial de la ocupación de la ciudad por las tropas italianas. Al mismo tiempo que los italianos penetraron en la capital, cesaron los disturbios y, por orden de Mussolini, comenzaron los fusilamientos sumarios de cualquier persona sospechosa de haber participado en los saqueos o que se encontrase en posesión de armas o municiones. Estas medidas indicaron la actitud del imperio creado por Mussolini: el rechazo de cualquier intento de asimilar a los pueblos sometidos y el sometimiento de estos mediante la dominación directa, con claras tendencias represivas y racistas, plasmadas posteriormente en las leyes raciales de 1937-1940..

### La proclamación del Imperio
[...] No es sin emoción y sin orgullo que, después de siete meses de amarga hostilidad, pronuncio esta gran palabra. Pero es estrictamente necesario que agregue que se trata de nuestra paz, de la paz romana, expresada en esta propuesta simple, irrevocable y definitiva: ¡Etiopía es italiana!
 Extracto del discurso de proclamación del imperio de Benito Mussolini. Roma, 5 de mayo de 1936.

La noticia del fin de la guerra se comunicó en Italia la noche del 5 de mayo de 1936: después de que las sirenas de todo el país hubiesen llamado a la población a reunirse, Mussolini apareció en el balcón del Palazzo Venezia y dio el anuncio a una gran multitud con un discurso breve. Entre líneas del discurso del 5 de mayo, Mussolini trazó el destino de Etiopía e, incluso si la palabra «imperio» no se pronunció, el discurso dejó claro cómo la fuga del negus y la falta de un interlocutor válido habían favorecido la visión del Duce de un proyecto de gobierno directo de Etiopía, como indicó netamente en el discurso posterior del 9 de mayo. Esa noche, después de haber consultado rápidamente con el Gran Consejo Fascista y de reunirse durante unos minutos con el Consejo de Ministros, Mussolini decidió apurar los tiempos y sorprender a Francia y al Reino Unido antes de que asumiesen una posición sobre la anexión italiana y, volviendo al Palazzo Venezia, anunció a Italia y al mundo «la reaparición del Imperio en las colinas fatales de Roma». Esta concentración fue, si cabe, aún más triunfal y retórica que la anterior y, después de anunciar que «los territorios y pueblos que pertenecen al Imperio de Etiopía están bajo la soberanía plena y completa del Reino de Italia» y que el título de emperador de Etiopía había sido asumido por el rey de Italia Víctor Manuel III de Saboya, en el discurso destacó de inmediato cómo el nuevo imperio era una creación exclusivamente fascista y mussoliniana.
También el 9 de mayo, el Gran Consejo decretó el reconocimiento a Mussolini del título de «fundador del Imperio», que Achille Starace inmediatamente insertó en la fórmula oficial del «saludo al Duce»; el entorno político ofreció a Mussolini servilismo y exaltación personal hasta el punto de que, como escribió el general Enrico Caviglia, el Duce fue arrastrado por un clima de retórica aduladora «que acentuó peligrosamente la ya extrema confianza que tenía en su propio capacidad política». A partir de ese momento y durante muchos meses, la prensa y las principales personalidades políticas y culturales se alternaron en un ensalzamiento continuo de la figura de Mussolini. En este ambiente, llegó a fines de junio la enésima reunión de la Sociedad de Naciones en la que se trató el asunto de las sanciones. La reunión, en la que también participó Haile Selassie, duró hasta el 7 de julio, día en que la asamblea de Ginebra decidió levantar las sanciones a partir del 15 de julio, a lo que siguió la decisión británica del 9 de julio de retirar la flota del Mediterráneo. Con estas dos decisiones, celebradas por Mussolini desde el balcón del Palazzo Venezia la noche del 15 de julio, se puede afirmar que la guerra concluyó por completo a nivel internacional.

## Análisis consecuencias

### Pérdidas, costos y presupuestos generales

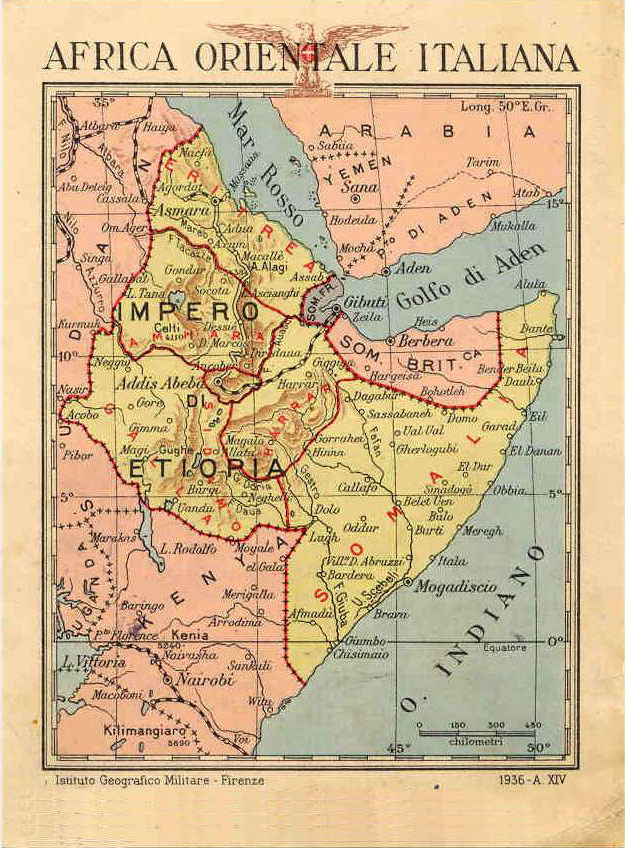
La situación administrativa de África Oriental Italiana como se organizó al final del conflicto

En su libro sobre la campaña publicado a fines de 1936, Badoglio no dio cifras sobre las pérdidas, tal vez porque se arriesgaba a restarle importancia a la campaña; el propio Mussolini dijo en privado que la victoria se había logrado con solo mil quinientos caídos: un precio considerado demasiado bajo para hacer que la conquista de Etiopía pareciese una gran victoria. Considerando una fuerza movilizada de alrededor de ochocientos mil hombres, la investigación de Del Boca sobre pérdidas generales hasta el 31 de diciembre de 1936 (incluyendo más de seis meses de guerra de guerrillas después del final del conflicto) da como resultado 2317 muertes para el Ejército Real, 1165 de la Milicia, 193 de la Fuerza Aérea, 56 de la Armada, 78 civiles en la matanza de Gondrand, 453 trabajadores y 88 hombres de la marina mercante: un total de 4350 muertos. De estos, aproximadamente 2000 murieron en combate, mientras que los demás fallecieron por enfermedad. A estas cifras deberíamos añadir aproximadamente 9000 heridos y 18200 repatriados por enfermedad. Los cálculos sobre las pérdidas de ascaris, que también son muy vagos, varían desde un mínimo de mil quinientos hasta un máximo de cuatro mil quinientos muertos. En general, los italianos perdieron más hombres debido a enfermedades y accidentes que por causas directas de guerra. Por ejemplo, con respecto a la aviación, si consideramos solo las pérdidas en el período de campaña, los muertos se reducen a ciento sesenta, de los cuales solo cuarenta lo fueron en combate y cuarenta y cuatro en accidentes aéreos; lo mismo sucede con los aviones: solo ocho fueron derribados por los etíopes, mientras que hasta sesenta y cinco se perdieron debido a accidentes o averías.
Las pérdidas humanas etíopes son, por el contrario, muy difíciles de calcular y, sin embargo, el cálculo más confiable es el italiano, que las cifró en aproximadamente entre cuarenta y cincuenta mil hombres en el frente norte y entre quince y veinte mil en el sur. Después de la guerra, Adís Abeba proporcionó su cálculo oficial de las muertes de etíopes en un memorando presentado en Londres, en el que las bajas durante la guerra se calcularon en 275 000, incluyendo las víctimas civiles; número que compartió el general Aldo Cabiati quien, refiriéndose a las declaraciones del degiac Burrù Amediè, escribió en 1936 en su La conquista dell'Impero que los etíopes habían movilizado más de medio millón de hombres, de los cuales aproximadamente la mitad habían sido eliminados. El mismo memorando también señaló los estragos sufridos por Etiopía en la invasión; indicaba la pérdida de dos mil iglesias y de quinientos veinticinco mil tucul. Los daños totales se valoraban en doce millones de libras; se afirmaba que habían muerto o habían sido confiscadas seis millones de vacas, siete millones de ovejas y cabras y un millón de caballos y mulas (cuarenta y cuatro millones de libras más). Según estas cifras de Adís Abeba, se tenían que añadir cuarenta y ocho millones de libras adicionales por los gastos que Etiopía tuvo que sufragar para equipar, mantener y abastecer al ejército durante las hostilidades. Sin embargo, el documento no especificaba si estos daños habían sido infligidos durante el conflicto de 1935-36 o más tarde, durante los cinco años de la guerra de guerrillas. Según Del Boca, probablemente fue una solicitud global de daños, con cifras que no eran muy fiables.
Italia libró la guerra en Etiopía sin un presupuesto fijo, independientemente de los crecientes costos, que pronto se volvieron extraordinarios y al mismo tiempo difíciles de documentar. El esfuerzo económico de Italia fue enorme: según las declaraciones hechas el 20 de mayo de 1937 a la Cámara por el ministro de Hacienda Paolo Thaon di Revel, el costo de la campaña fue de doce mil ciento once 111 millones de liras En opinión del historiador Carlo Zaghi, esta cifra debería al menos duplicarse, ya que también debemos tener en cuenta los costos en los que incurrió Italia no solo en la expedición propiamente dicha, sino también en garantizar la seguridad nacional. Por lo tanto, Zaghi también cuenta los gastos realizados en la Europa para movilizar y adiestrar a unos setecientos cuarenta mil hombres para proteger la península, para reforzar las dotaciones de hombres y vehículos en Libia y en el Egeo, los que participaron en Somalia y Eritrea en la logística de la campaña y finalmente los desembolsos relacionados con los peajes del canal de Suez, los salarios y el transporte de mano de obra, las obras públicas y la administración de los territorios. De la misma opinión fue también el historiador Alberto Sbacchi quien, después de haber procesado los datos del archivo de Thaon di Revel, llegó a la conclusión de que la guerra en Etiopía no le había costado a Italia menos de cuarenta mil millones de liras. Como prueba de esto, los gastos del Ministerio de Guerra aumentaron enormemente: entre el presupuesto y el gasto de 1935-36 hubo una diferencia del 201 %, en 1936-37, del 309 % y en el mismo año hubo un aumento del 276 % para la Aviación. Un estudio de 1969 realizado por Giuseppe Maione (que empleó los datos tomados de la Oficina General de Contabilidad del Estado), de 1923 a 1934 la cifra total de gastos en las colonias es de 6 050 000 000 de liras, que en el lustro 1935-1940 creció exponencialmente hasta los 57 303 000 000. Luego, este estudio formuló un nuevo cálculo de los costos generales de la guerra, que ascendió a 75 300 000 000, teniendo en cuenta las cargas financieras relacionadas con el endeudamiento, la dificultad de obtener préstamos extranjeros y los límites de los recursos nacionales, que requirieron enormes importaciones. Esta cantidad se cubrió mínimamente (4,3 %) con nuevos impuestos, mientras que el 80 % se sufragó con diferentes préstamos, principalmente del mercado interno, y el resto con la impresión de nueva moneda; según estas cifras, según Giorgio Rochat «se puede suponer que las sanciones [...] no fueron un obstáculo para los suministros militares, pero hicieron aumentar los costos financieros». Además, unos meses después de la proclamación del imperio, el ministro de Intercambios y Monedas Felice Guarneri escribió a Mussolini: «el imperio se está tragando a Italia»; como confirmación de esto, el mismo dictador el 28 de julio de 1938 contactó con el subsecretario Baistrocchi para que no otorgara asignaciones militares más allá de las partidas establecidas en el presupuesto. Pero la guerra en Etiopía y el compromiso asumido por el fascismo en España hicieron que los gastos militares crecieran enorme e irreversiblemente a pesar de los intentos de limitar los gastos.
A lo largo de 1936 y buena parte de 1937, sin embargo, los italianos escucharon sin críticas a Mussolini, inmersos en un clima de exaltación nacional fomentado por una propaganda omnipresente que ocultaba cómo, en realidad, las cosas en África iban bastante mal. El levantamiento de las sanciones implícitamente supuso el reconocimiento tácito de las nuevas posesiones italianas por parte de otras naciones y el acontecimiento fue «recibido en Italia con un entusiasmo que a menudo alcanzó la exaltación». El prestigio del Duce nunca fue tan alto (quizás igualado solo durante la Conferencia de Múnich) y el país y los jefes del régimen reconocieron que el imperio era una consecuencia del trabajo casi exclusivo de Mussolini; el propio rey Víctor Manuel deseaba reconocérselo en público otorgándole la condecoración militar más alta del reino, la Gran Cruz de la Orden de Saboya. Mussolini, cuando terminó la guerra, afirmó que estaba satisfecho con los resultados: había derrotado a la Sociedad de Naciones, una coalición de cincuenta y dos países que habían aplicado sanciones contra Italia, y había logrado un enorme éxito ante la opinión pública nacional. Lo que no vio, o fingió no ver, fue que la entrada en Adís Abeba no significó nada hasta que Etiopía se pacificó; que las posesiones tan lejanas aumentaron la vulnerabilidad marítima de Italia; y que la colonia constituiría un sumidero de fondos en un presupuesto ya muy desequilibrado, debilitando la posición de Italia frente a Alemania y a otras potencias occidentales. Desde el principio, muchos miembros del partido y delegados extranjeros entendieron que la victoria en Abisinia podría tornarse en catástrofe, especialmente después de que Mussolini comenzase a hablar y actuar como si, después de haber vencido a un ejército mal equipado, mal organizado e incapaz de contender con una potencia europea, fuera capaz de batir a cualquiera. Este exceso de confianza en el ejército y el diletantismo político le privaron de todo margen de maniobra en política exterior y convencieron a las demás potencias europeas de debían rearmarse y no tomar muy en serio las declaraciones del Duce. El fácil éxito en Etiopía convenció a Mussolini de que, con su ejército, la doctrina y la organización fascista podrían desafiar a cualquiera en una guerra europea y esto lo alentó en el presuntuoso intento de representar en Europa un papel mucho más agresivo de lo que permitían los recursos del país.
La guerra en Etiopía fue un capítulo decisivo en la historia de la expansión colonial italiana y, al mismo tiempo, tuvo una relevancia que trascendió los acontecimientos nacionales. Según el historiador Nicola Labanca, la guerra tuvo un lugar destacado en la historia general del siglo XX porque representaba «el primer caso en el que un régimen fascista europeo recurría tan consistentemente a las armas»; también descoló en la historia colonial europea porque fue la última gran guerra colonial y, al mismo tiempo, fue la más anacrónica, puesto que la desencadenó una potencia colonial débil en un momento en que el imperialismo europeo se sumía en la crisis por el surgimiento de los movimientos anticoloniales y independentistas, lo que desató reacciones internacionales de desaprobación general de la acción italiana. Según el historiador Enzo Traverso, la conquista colonial de Etiopía dirigida por el fascismo creó un puente entre el imperialismo europeo del siglo XIX y la guerra nazi por el lebensraum alemán, justificado mediante de las justificaciones clásicas del colonialismo, que afirmaban la superioridad genética y moral de las poblaciones europeas ante las de África, y mediante las teorías del darwinismo social. La empresa colonial fascista, que causó alrededor de doscientas cincuenta mil víctimas entre la población nativa, según Traverso, Rochat y Pierre Milza, puede considerarse como una guerra genocida, muy similar a la que desató luego la Wehrmacht en Polonia y la URSS, con el objetivo a largo plazo de eliminar a la población etíope. También según Labanca, la guerra desempeñó un papel decisivo en la historia del fascismo italiano: la empresa de Etiopía precedió en pocos meses a la intervención en España y en algunos años a la Segunda Guerra Mundial y determinó, de manera decisiva, el acercamiento de Italia a la Alemania nazi con el que Mussolini pretendió romper el aislamiento internacional en el que le había dejado la guerra en Etiopía.
La Sociedad de Naciones había condenado la acción italiana, pero nunca pudo aplicar sanciones económicas eficaces contra Roma, pues a pesar de decretarse un embargo comercial, este no privó a los italianos de las materias primas necesarias para continuar la guerra, en particular del petróleo. A pesar de que varios países, como México, fueron estrictos en rechazar la invasión italiana, los principales miembros de la Sociedad de Naciones (Francia y el Reino Unido) tampoco mostraron intención sería de detener a Italia, tratando más bien de seguir una política de apaciguamiento hacia el régimen fascista y evitando todo conflicto con él. Como consecuencia, Mussolini retiró su país de la Sociedad de Naciones en 1937 al advertir que su aventura militar no había causado perjuicios serios a Italia, y esto lo acercó todavía más al III Reich y al Japón, que ya habían seguido ese mismo camino.

### El uso del gas

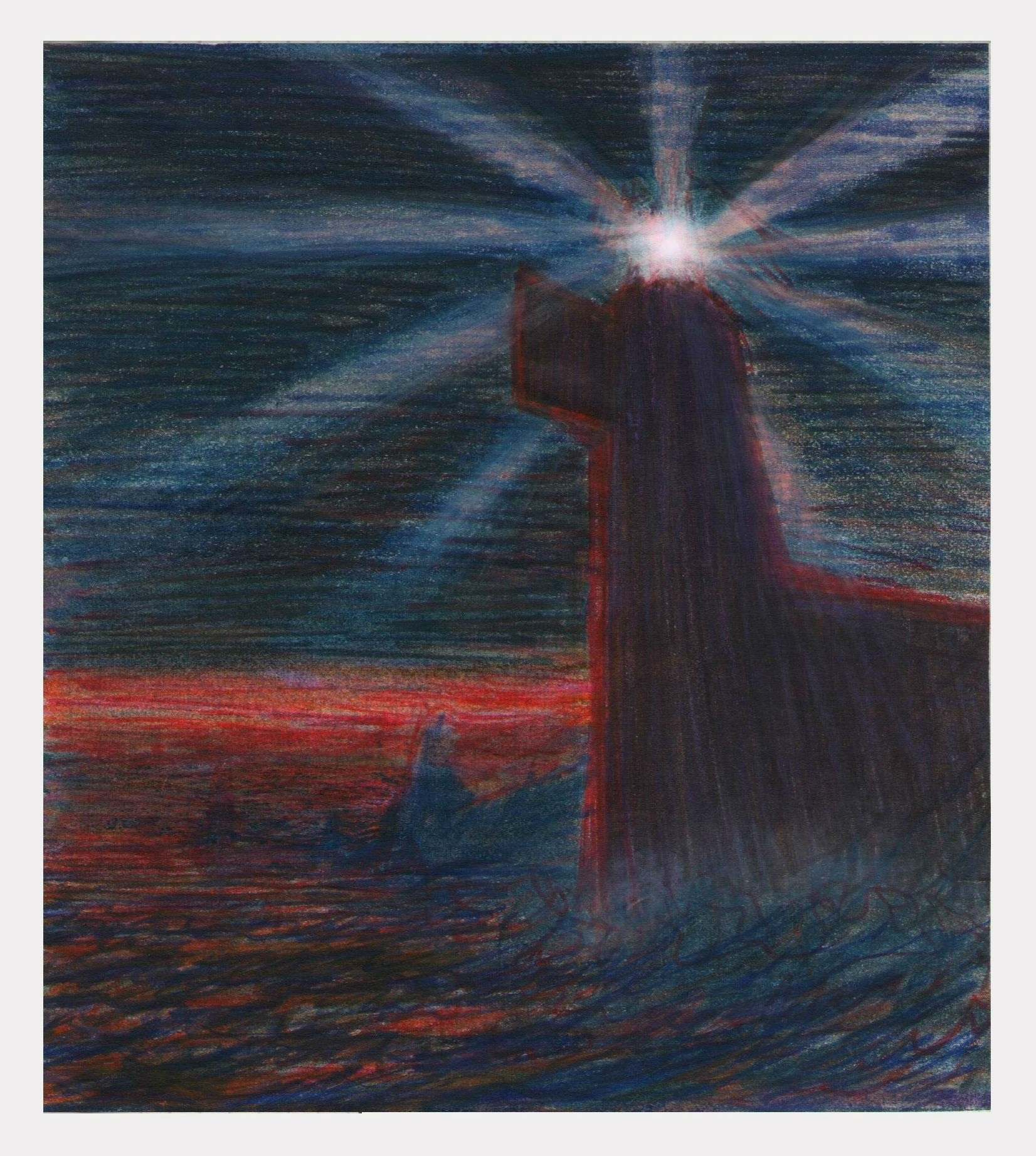
Monumento a la guerra de África, de Arnaldo Dell'Ira, 1936.

El plan operativo italiano contra Etiopía incluyó desde el principio la posibilidad de usar armas químicas, en particular gases asfixiantes, soslayando los Convenios de Ginebra de 1925 que prohibían su uso en la guerra (después de la experiencia traumática de la Primera Guerra Mundial) y que Italia había suscrito.
Mussolini, desde las directrices del 31 de diciembre de 1934 dirigidas al jefe de Estado Mayor Badoglio, previó explícitamente el uso de gas, escribiendo sobre la necesidad de lograr la «superioridad absoluta de la artillería de gas». Más tarde, fue Badoglio quien, el 22 de diciembre de 1935, tomó la decisión de usar agentes químicos. Esto se debió a la situación militar, no muy favorable para el ejército italiano, que necesitaba detener la contraofensiva etíope en Shire, Tembien y Endertà; se aplicó también con el objetivo de sembrar el pánico entre la población en la retaguardia enemiga, mediante el bombardeo de aldeas, pastizales, rebaños, lagos y ríos con gases tóxicos. Del 22 de diciembre de 1935 al 18 de enero de 1936, se utilizaron en los sectores del norte dos mil toneladas de bombas, de las cuales parte portaban gas. El 5 de enero, Mussolini había solicitado el cese temporal de estas operaciones por motivos de política exterior, mientras esperaba que se celebrasen algunas reuniones de la Sociedad de Naciones, pero desde el 9 Badoglio había reanudado los bombardeos químicos y había comunicado a Roma los terribles efectos que producían al enemigo. Mussolini aprobó repetidamente este comportamiento: el 19 de enero escribió que se debían «usar todos los medios bélicos, quiero decir todos, tanto desde el cielo como en tierra»; el 4 de febrero reiteró al general la autorización para «utilizar cualquier medio» que creyese oportuno. El 29 de marzo, la víspera de la batalla de Mai Ceu, el dictador confirmó la autorización a Badoglio «para usar gas de cualquier tipo y en cualquier escala». Haile Selassie denunció el uso por parte del ejército italiano de armas químicas contra la población etíope ante la Sociedad de Naciones el 12 de mayo de 1936.
En el frente sur, a partir del 15 de diciembre de 1935, el general Graziani comunicó al ministro Lessona que creía que tenía que usar todo tipo de armas «contra las hordas bárbaras» y exigió «libertad de acción para el uso de gas asfixiante». Al día siguiente, el propio Mussolini autorizó al general con las palabras: «es bueno usar gas en el caso de que Su Excelencia lo considere necesario por razones supremas de defensa». El general luego bombardeó a las tropas del ras Destà y la ciudad de Neghelli con gas; el 30 de diciembre de 1935, Graziani también autorizó el bombardeo con explosivos convencionales del área de Gogorù, cerca del hospital de campaña sueco de Malca Dida, donde había acampado el ras. La noticia dio la vuelta al mundo: para justificar el bombardeo del hospital y el uso de gas en los sectores de Ogadén y Juba, utilizó el brutal asesinato el 26 de diciembre de dos aviadores italianos, Tito Minniti y Livio Zannoni, derribados con su avión sobre las líneas enemigas, capturados, asesinados y mutilados por los nómadas somalíes y no por los regulares etíopes. El 1 de enero de 1936, Lessona aprobó las acciones de Graziani en calidad de «represalias por las infamias cometidas contra nuestros aviadores».

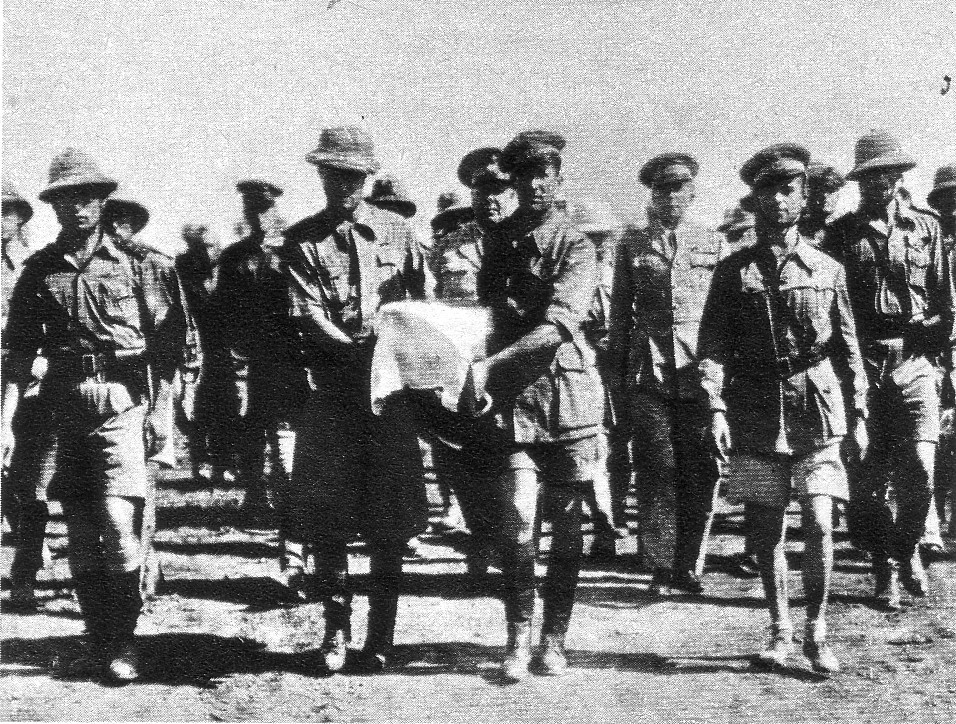
La recuperación de los cuerpos de los aviadores Tito Minniti y Livio Zannoni, cuyo asesinato fue el pretexto para el uso de gas

Fue la Aviación la que dedempeñó el papel principal en la guerra química en Etiopía. Los aviones usaron iperita contenida en las bombas C-500T de doscientos ochenta kilogramos; disponían aproximadamente de tres mil trescientas de estas bombas, de las cuales aproximadamente mil se usaron en la guerra. En los documentos de la Regia Aeronáutica, las misiones de guerra con gas se llamaban «acciones de barrera C», ya que, dada lo letal de la iperita y la persistencia de su acción en el tiempo, los ataques generalmente tenían lugar en lugares relativamente alejados del frente y de las líneas de avance previstas para las tropas italianas, principalmente para crear barreras químicas en carreteras, vados y pasos de montaña (para bloquear o frenar el movimiento de las tropas etíopes) o contra las concentraciones de tropas enemigas que aún no habían entrado en combate o en la explotación de la retirada de unidades enemigas. Según Del Boca, en cambio, las bombas lanzadas habrían sido 2582 y al final del conflicto se habrían consumido aproximadamente dos tercios de los 6170 quintales de existencias de productos químicos agresivos almacenados el depósito de Sorodocò. Rochat calcula que en el frente sur, el general Graziani usó 95 bombas C-500T, 186 bombas de 21 kg de bombas de mostaza y 325 41 kg para bombas de fosgeno; en total una novena parte de la cantidad empleada en el frente norte. Según los datos oficiales de la Regia Aeronautica en el frente sur, se lanzaron 173 bombas de iperita de 21 kg, 95 C-500T de 280 kg, 6 bombas de fosgeno de 31 kg y 304 de 40 kg en un total de 38 misiones (en promedio, aproximadamente 15 bombas por misión). Según otros datos, el total de las bombas de iperita C-500T lanzadas en el frente norte fue de 1020 en 66 misiones.
En febrero de 1936, ante la resistencia de los etíopes, Mussolini no dudó en sopesar recurrir incluso a la guerra bacteriológica. El general Badoglio expresó fuertes reservas sobre esta propuesta por razones de oportunidad política internacional y porque el uso del gas ya estaba dando «buenos resultados»; Mussolini terminó por renunciar, aunque escribió que estaba de acuerdo sobre el uso de la guerra bacteriológica. Badoglio y el ejército italiano mantuvieron el secreto sobre la guerra química: los periodistas se mantuvieron alejados, los equipos de servicio K recuperaron la tierra cerca de las tropas italianas y solo unos pocos oficiales y algunos pilotos fueron informados de las operaciones. Gracias a estas precauciones, la gran mayoría de los soldados italianos no se enteró del uso de gas y no tenía experiencia directa de los hechos; por el contrario, los testimonios fueron muy numerosos entre los excombatientes etíopes. Según las historias, los soldados abisinios en Mai Ceu, instruidos para "oler", "cambiar de rumbo" y "lavarse inmediatamente si están contaminados", habrían cruzado una "cadena de colmenas" antes de entrar en la batalla. había perdido parte de su efectividad. A pesar de las precauciones del aparato militar de Badoglio, las recurrentes protestas internacionales después de la denuncia del negus ante la Sociedad de Naciones el 30 de diciembre de 1935, los testimonios de observadores y periodistas extranjeros y el bombardeo italiano de hospitales de campaña suecos y belgas obligó al régimen, después de haberlo negado firmemente, a admisiones parciales, minimizando la importancia de los hechos y justificándolos como represalias legítimas por el uso de balas explosivas dum-dum por los etíopes, prohibidas por la Convención de Ginebra. Las quejas italianas se basaron inicialmente en un telegrama falsificado que acusó a una compañía británica de entregar estas balas; los etíopes usaban dum-dum solo en pequeñas cantidades, las que cada soldado poseía para cazar.
Mientras que los jefes etíopes, algunos periodistas y observadores extranjeros han considerado el uso de armas químicas como el factor decisivo de la victoria italiana, Del Boca, Rochat y otros historiadores italianos creen que las causas de la derrota abisinia estuvieron vinculadas sobre todo a factores estratégicos y organizativos, aunque confirman los terribles efectos anímicos y materiales de los bombardeos de gas y creen que diezmaron gravemente a los etíopes y aceleraron la victoria italiana. Las cifras que suministran Del Boca y Rochat fueron incorporadas en 1996 en el informe del general Domenico Corcione, entonces ministro de Defensa, que comunicó al Parlamento que, durante la guerra de Etiopía, se utilizaron bombas de aviones y proyectiles de artillería cargados con gas mostaza y arsina, uso que conocía el mariscal Badoglio, que firmó algunos informes y comunicaciones sobre el asunto.

### La aparición de la guerrilla

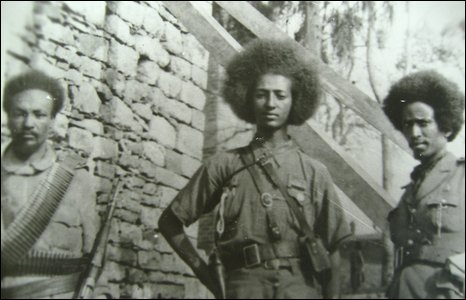
Tres guerrilleros etíopes (arbegnoch)

Los italianos probablemente habrían tenido mayores posibilidades de ser aceptados como nuevos gobernantes si se hubieran mostrado magnánimos. Sin embargo, la lógica fascista, con su política de dominación directa, segregación racial y voluntad de mostrar su poder, nunca permitió pactar con la población. La conclusión oficial de la guerra y la proclamación del Imperio no marcaron el final de las operaciones militares o el restablecimiento de la paz; después de la conquista de Adís Abeba, el mariscal Graziani se encontró prácticamente asediado dentro de la ciudad por los guerrilleros de Shoa durante el período de lluvias. La reanudación de las operaciones en otoño se caracterizó por feroces combates en la misma Shoa, en el suroeste de Etiopía y en el Harar; los departamentos etíopes todavía no sometidos se opusieron con denuedo a los italianos y estos necesitaron largas operaciones de la llamada «policía colonial» para someter gran parte del territorio. Las fuerzas militares italo-eritreas recurrieron a métodos brutales de represión con fusilamientos masivos, represalias por ataques rebeldes, destrucción de aldeas, uso de la aviación y, nuevamente, de los gases. Acciones similares fueron inteligentemente encubiertas por la propaganda del régimen que, de hecho, declaró que Italia nunca había usado los métodos odiosos y crueles empleados por otras potencias coloniales: sin embargo, el propio Mussolini prefería la fuerza bruta a la magnanimidad y instó a los oficiales a emplear sistemáticamente el terror y el exterminio de los opositores.

La victoria italiana, sin embargo, fue efímera; en la primavera de 1937 estalló una nueva rebelión general de grupos guerrilleros arbegnoch que, acaudillados por jefes hábiles y enérgicos como Abebe Aregai, Hailù Chebbedè, Hailè Mariam Mammo o Mangascià Giamberiè, puso a las guarniciones italianas en apuros. El ejército italiano empleó principalmente a las unidades coloniales de ascaris eritreos, compuestas por soldados leales, resistentes y muy veloces, en las operaciones de limpieza y represión de los rebeldes; estas tropas estuvieron constantemente en el centro de las llamadas «operaciones de la policía colonial»,, que consistían esencialmente en asaltos y saqueos brutales, siempre ordenados y dirigidos por los comandantes italianos. También se usaron bandas irregulares, organizadas por períodos limitados y para tareas particulares; estas formaciones, a menudo poco disciplinadas y fiables, servían de avanzadillas de las unidades de ascaris. En noviembre de 1937, Graziani supo por Mussolini que pronto sería reemplazado por el duque Amadeo de Saboya-Aosta que, desde su llegada a la colonia, hizo todo lo posible para comenzar una nueva fase de gobierno. El virrey sabía que los recortes que Roma quería en los gastos de Etiopía no le habrían permitido continuar con la salvaje represión de Graziani, que tenía la intención de interrumpir de inmediato, porque la consideraba ineficaz. Además, la economía no era tan próspera como decía la propaganda del régimen, y aunque al menos en 1937 Italia aún no había abandonado económicamente el imperio, el duque se encontró con una pacificación difícil, limitado en recursos y hombres. Los juicios sustituyeron a los fusilamientos, el campo de concentración de Danane fue desmantelado lentamente y la mayoría de los notables etíopes deportados a Italia fueron devueltos al país, en un intento de restablecer la importancia de los jefes más dispuestos a someterse. Sin embargo, Amadeo tenía una capacidad limitada para interpretar las directrices de Roma, especialmente las relacionadas con la legislación racial, sobre las cuales Mussolini permaneció inflexible. El virrey también tenía que desenvolverse entre algunas figuras influyentes, incluida la del gobernador de Shoa y el vicegobernador general Enrico Cerulli, el general en jefe de las fuerzas desplegadas en el África oriental italiana, Ugo Cavallero, (que, aunque tenía a su mando noventa mil soldados italianos y ciento veinticinco mil indígenas, el 10 de abril de 1939 fue relevado de su cargo después de un año de operaciones fallidas contra la guerrilla en Goggiam y en otros lugares) y el ministro del África italiana Attilio Teruzzi que, rechazaba de plano el pacto con los jefes locales.
A pesar de las alentadoras premisas del gobierno del nuevo virrey, la resistencia de los arbegnoch no le dio respiro y, a pesar de los esfuerzos, los italianos nunca lograron resolver el problema. Desde 1939, británicos y franceses apoyaron a la resistencia con armas y medios hasta el punto de que, en 1940, la mayoría de las fuerzas italianas estaban dedicadas a sofocar a las guerrillas del imperio. En esta conyuntura se sitúa la decisión del duque de Saboya-Aosta de renunciar a las grandes operaciones policiales coloniales que caracterizaron los primeros años de dominación: ninguna de los bandos podía vencer al otro. Los italianos dominaban las ciudades y las principales rutas de comunicación; la guerrilla, las montañas y gran parte del territorio rural. Con el estallido de la Segunda Guerra Mundial, la situación comenzó empeorar para los italianos, que pagaron por el hecho de que su autoridad se basó únicamente en la fuerza durante todo el período de la ocupación. Las pocas fuerzas coloniales a disposición del virrey se vieron obligadas a controlar un territorio inmenso y, en muchas regiones, los arbegnoch pudieron cooperar perfectamente con las tropas británicas que en 1941 invadieron el África oriental italiana, lograron liberar Etiopía en unos meses y restauraron en el trono al negus.

### El fin de las colonias italianas

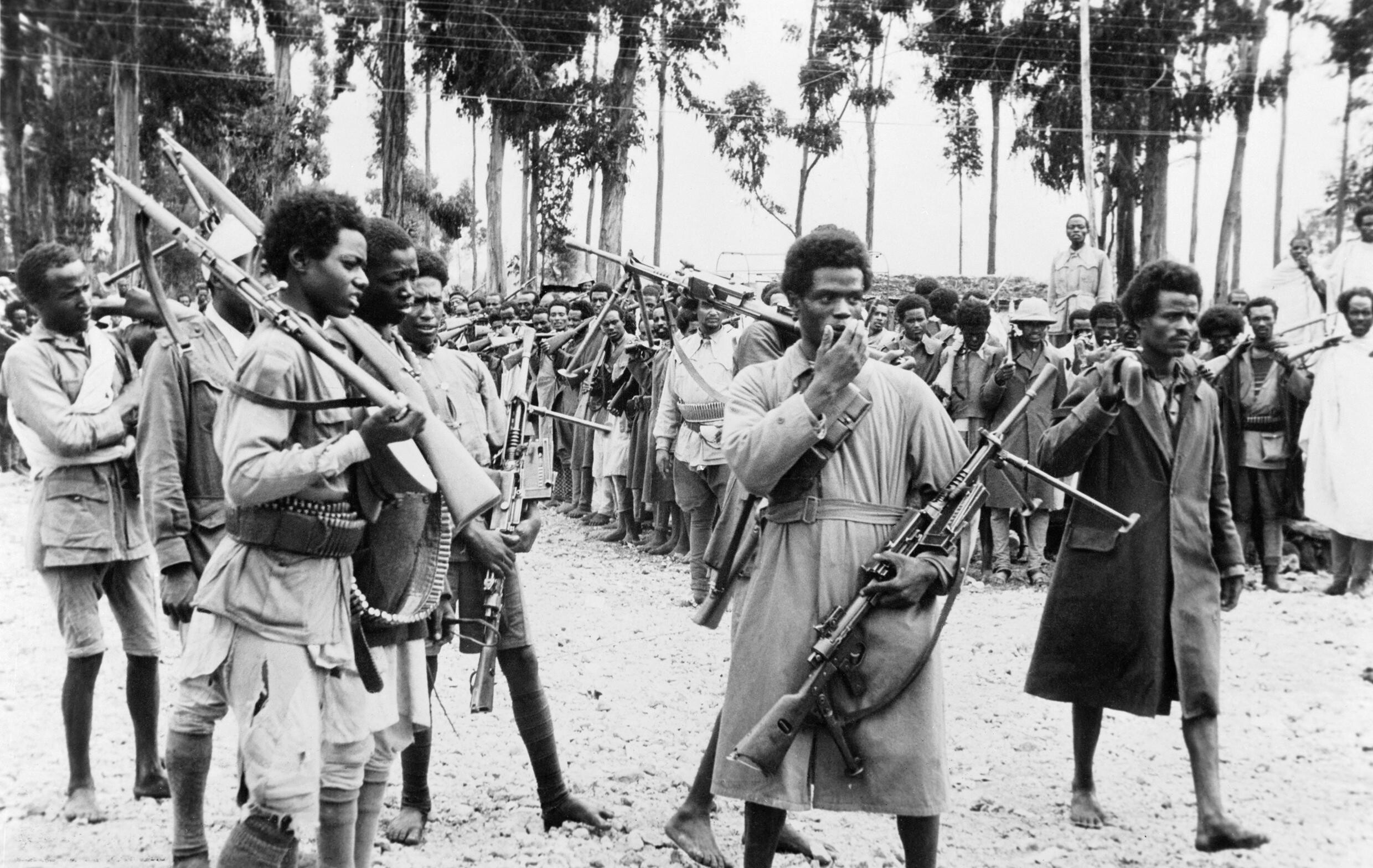
Soldados etíopes en Adís Abeba, armados con armas arrebatadas a los italianos, escuchan la proclamación que anuncia el regreso a la capital del emperador, en mayo de 1941.

Incluso antes de la entrada real de Italia en la Segunda Guerra Mundial en junio de 1940, algunos altos funcionarios italianos consideraban imposible defender y mantener la posesión del Imperio italiano de Abisinia en caso de guerra contra el Reino Unido, que tenía el control de Gibraltar y el canal de Suez. Así, la ocupación italiana no pasó de una década y en línea con las previsiones, el África oriental italiana dejó definitivamente de existir como consecuencia de la ofensiva británica de marzo-noviembre de 1941; en último reducto italiano fue Gondar. Los civiles italianos que residían en Etiopía fueron evacuados parcialmente en virtud de los acuerdos italiano-británicos del 4 de febrero de 1942,, mientras que otra parte, la de los hombres en edad militar entre los quince y los sesenta años y los aproximadamente cuarenta mil combatientes capturados en las operaciones fueron internados en campos de prisioneros en las vastas posesiones británicas.
Etiopía fue liberada por los británicos con la contribución de la resistencia etíope; el emperador Haile Selassie recuperó el trono en mayo de 1941, pero el destino de las antiguas colonias se decidió solamente con la firma del Tratado de paz de París del 10 de febrero de 1947: el artículo 23 impuso la retirada de Italia de sus colonias de África. Después de obtener la independencia, en 1952 Eritrea se federó con Etiopía, mientras que Somalia fue confiada en 1950 por la Organización de las Naciones Unidas a Italia como fideicomiso para que organizase la independencia del territorio, proclamada finalmente en 1960 tras la unión con la antigua Somalia británica. Adís Abeba insistió en que se juzgase a los principales perpetradores italianos de crímenes de guerra en Etiopía, pero nunca hubo un «Núremberg», por voluntad de los Aliados, reacios a castigar a una potencia derrotada que, sin embargo, había sido cobeligerante y que tenía los partidos políticos de izquierda más fuertes de la Europa de posguerra. En esta situación, fue fácil para el nuevo gobierno de Roma rechazar la reclamaciones de Adís Abeba. Sin embargo, el Gobierno etíope no cejó y en 1948 trató de obtener al menos una satisfacción simbólica reduciendo la lista de acusados a diez nombres: Badoglio, Graziani, Lessona, Cortese, Nasi, Pirzio Biroli, Geloso, Gallina, Tracchia y Cerulli. No hubo consecuencias, ni siquiera cuando, por recomendación de Londres, el 6 de septiembre de 1949, Etiopía solicitó únicamente la entrega de al menos Badoglio y Graziani, los dos primeros sospechosos. La respuesta de Italia fue una negativa indignada; la realidad era que, como ya había comenzado la guerra fría, los gobiernos británico y estadounidense no podían arriesgarse a perder la colaboración de Italia sino más bien integrarla en la recién creada OTAN y rehusaban denunciar antiguos militares italianos ante la justicia internacional; pese a su posición anticolonialista la URSS tampoco mostraba simpatías por la monarquía etíope y no apoyó el pedido del Negus. De hecho, los crímenes contra el ejército y la población etíopes durante la guerra de 1935-1936 y los cometidos posterriomente hasta 1941 quedaron impunes  y tras el Tratado de 1947 apenas recibió Etiopía 25 millones de dólares estadounidenses como "reparaciones de guerra", mucho menos de los 125 y 100 millones abonados respectivamente por Italia a Yugoslavia y Grecia, otros países agredidos por el régimen fascista.
El Obelisco de Aksum, un monolito llevado a Roma como trofeo de guerra de la Italia fascista, finalmente fue devuelto a su ciudad de origen en octubre de 2005, siendo reerigido el 4 de septiembre de 2008.